# Genocidio dei serbi nello Stato Indipendente di Croazia
Il genocidio dei serbi nello Stato Indipendente di Croazia (in serbo-croato: Genocid nad Srbima u Nezavisnoj Državi Hrvatskoj / Геноцид над Србима у Независној Држави Хрватској) fu la sistematica persecuzione e lo sterminio della popolazione serba durante la seconda guerra mondiale tra il 1941 e il 1945, perpetrato dal regime fascista degli ustascia nello Stato Indipendente di Croazia (in serbo-croato: Nezavisna Država Hrvatska / Независна Држава Хрватска, NDH). Il genocidio fu attuato attraverso esecuzioni nei campi di sterminio, omicidi di massa, pulizia etnica, deportazioni, conversioni religiose forzate e stupri di guerra, parallelamente all'Olocausto e al genocidio dei Rom, combinando le politiche razziali naziste con l'obiettivo ultimo di creare una Grande Croazia etnicamente pura.
Le radici ideologiche del movimento ustascia risalgono al XIX secolo. Intellettuali e nazionalisti croati elaborarono delle loro teorie volte a dimostrare l'inferiorità della razza serba. L'eredità della prima guerra mondiale e l'opposizione di alcuni nazionalisti all'unificazione degli Slavi meridionali influenzarono le tensioni etniche già presenti nel neonato Regno dei Serbi, Croati e Sloveni (dal 1929 Regno di Jugoslavia). La dittatura del 6 gennaio e le successive politiche anticroate del governo jugoslavo a maggioranza serba negli anni venti e trenta alimentarono l'ascesa dei movimenti nazionalisti e di estrema destra, culminando nell'affermazione degli ustascia, un'organizzazione ultranazionalista e di stampo terrorista fondata da Ante Pavelić. Il movimento ricevette il sostegno finanziario e ideologico di Benito Mussolini e fu coinvolto nell'assassinio del re Alessandro I di Jugoslavia.
In seguito all'invasione della Jugoslavia nell'aprile 1941, fu istituito lo Stato Indipendente di Croazia (NDH), uno stato fantoccio governato dagli ustascia comprendente gran parte del territorio di Croazia e Bosnia-Erzegovina, nonché alcune regioni delle odierne Serbia e Slovenia. L'obiettivo principale degli ustascia era la creazione di una Grande Croazia etnicamente omogenea, attraverso l'eliminazione fisica di tutti i non-croati. I serbi furono il principale gruppo scelto come bersaglio, designato per l'eliminazione insieme a ebrei, rom e dissidenti politici. Furono commessi massacri su larga scala e furono costruiti i campi di concentramento, il più esteso dei quali fu quello di Jasenovac, tristemente noto per l'elevato tasso di mortalità. Inoltre, la NDH fu l'unico Stato legato all'Asse a istituire dei campi di concentramento specifici per i bambini. Secondo le stime, il regime ustascia uccise sistematicamente tra le 200 000 e le 500 000 persone serbe. Altri 300 000 serbi furono espulsi e almeno 200 000 furono convertiti con la forza alla religione cattolica: in proporzione alla popolazione presente, la NDH fu uno dei regimi più letali in Europa.
Mile Budak e altri alti funzionari della NDH furono processati e condannati per crimini di guerra dalle autorità comuniste jugoslave. I comandanti dei campi di concentramento, come Ljubo Miloš e Miroslav Filipović, furono catturati e giustiziati, mentre il cardinale Aloysius Stepinac fu riconosciuto colpevole della conversione religiosa forzata. Numerosi altri funzionari e collaborazionisti fuggirono prevalentemente in America Latina, tra cui il leader Ante Pavelić. Il genocidio non fu adeguatamente analizzato nel dopoguerra, il governo jugoslavo non incoraggiò gli studi indipendenti per timore che le tensioni etniche potessero destabilizzare il nuovo regime comunista.
Attualmente, la Serbia commemora il 22 aprile come giornata dedicata alle vittime del genocidio e del fascismo, mentre la Croazia organizza una commemorazione ufficiale presso il Memoriale di Jasenovac.

## Contesto storico
Le radici ideologiche del movimento ustascia risalgono al XIX secolo, con la fondazione del Partito dei Diritti da parte di Ante Starčević, e la successiva scissione dell'ala più radicale guidata da Josip Frank, che diede vita al Partito Puro dei Diritti. Starčević ebbe un'importante influenza ideologica sul nazionalismo croato degli ustascia: fu un sostenitore dell'unità e dell'indipendenza croata, di orientamento antiasburgico, in quanto Starčević considerava la monarchia asburgica il principale antagonista croato e anti-serbo. Immaginò la creazione di una Grande Croazia che avrebbe incluso i territori abitati da bosniaci, serbi e sloveni, considerando bosniaci e serbi come croati convertiti all'Islam e al cristianesimo ortodosso orientale. Nella sua demonizzazione dei serbi sostenne che "i serbi oggi siano pericolosi per la loro composizione razziale e le loro idee, come la tendenza a cospirazioni, rivoluzioni e colpi di stato sia nel loro sangue". Starčević definì i serbi una "razza immonda", un "popolo nomade" e "una razza di schiavi, le bestie più schifose", mentre il cofondatore del suo partito, Eugen Kvaternik, negò l'esistenza dei serbi in Croazia, considerando la loro coscienza politica come una minaccia. Milovan Đilas descrive Starčević come il "padre del razzismo" e il "padre ideologico" degli ustascia, mentre alcuni ideologi ustascia stabilirono un nesso tra le idee razziali di Starčević e l'ideologia razziale di Adolf Hitler.
Il partito di Frank si allineò alla posizione di Starčević secondo cui i serbi rappresentavano un ostacolo alle ambizioni politiche e territoriali croate, e gli aggressivi atteggiamenti anti-serbi divennero una caratteristica peculiare del partito. I seguaci dell'ultranazionalista Partito Puro furono noti come frankisti e avrebbero costituito il principale bacino di reclutamento per il successivo movimento ustascia. Dopo la fine della prima guerra mondiale e il conseguente collasso dell'Impero austro-ungarico, nacque il Regno dei Serbi, Croati e Sloveni (in seguito Regno di Jugoslavia), governato dalla dinastia serba dei Karađorđević, uno Stato provvisorio comprendente i territori meridionali dell'Impero uniti al Regno di Serbia, alleato delle potenze dell'Intesa. Lo storico John Paul Newman ha evidenziato come l'influenza dei frankisti, insieme all'eredità della prima guerra, ebbero un impatto significativo sull'ideologia ustascia e sui loro futuri genocidi. Molti veterani avevano combattuto su diversi fronti del conflitto, sia dalla parte "vittoriosa" che da quella "sconfitta". La Serbia subì il maggior numero di vittime mentre i croati combatterono nell'esercito austro-ungarico, due veterani croati furono governatori militari della Bosnia e della Serbia occupate. Entrambi appoggiarono i piani di denazionalizzazione dell'Austria-Ungheria nei territori abitati dai serbi e sostennero l'idea di incorporare una Serbia sottomessa all'Impero. Newman ha affermato che "l'inflessibile opposizione degli ufficiali austro-ungarici alla Jugoslavia ha fornito un modello per la destra radicale croata, cioè l'ustascia". I frankisti attribuirono ai nazionalisti serbi la sconfitta dell'Austria-Ungheria e si opposero alla creazione della Jugoslavia, da loro identificata come una copertura per la Grande Serbia. La coscienza nazionale croata emerse dopo la creazione di uno Stato comune degli Slavi del Sud e fu indirizzata contro il nuovo Regno, più precisamente contro la predominanza serba al suo interno.
Gli intellettuali croati del primo novecento, Ivo Pilar, Ćiro Truhelka e Milan Šufflay, influenzarono sia la concezione ustascia di nazione e identità razziale che la teoria dei serbi come razza inferiore. Pilar, storico, politico e avvocato, pose grande enfasi sul determinismo razziale, sostenendo che i croati erano stati definiti dall'eredità razziale e culturale "nordico-ariana", mentre i serbi si erano "incrociati" con i "valacchi balcanico-romanì". Truhelka, archeologo e storico, sostenne che i musulmani bosniaci erano di etnia croata e che appartenevano alla razza nordica razzialmente superiore, al contrario i serbi appartenevano alla "razza degenerata" dei valacchi. Gli ustascia promossero le teorie di Šufflay, storico e politico, al quale si attribuisce l'affermazione che la Croazia fosse stata "uno dei più forti baluardi della civiltà occidentale per molti secoli", un primato che era andato perduto con l'unione alla Serbia del 1918, all'atto di nascita della Jugoslavia.
L'esplosione del nazionalismo croato dopo il 1918 rappresentò una delle principali minacce per la stabilità della Jugoslavia. Negli anni venti, Ante Pavelić, avvocato e politico frankista, emerse tra i principali fautori dell'indipendenza croata. Nel 1927 contattò segretamente Benito Mussolini, dittatore in Italia e fondatore del fascismo, presentandogli le sue idee separatiste. Pavelić propose la crezione di una Grande Croazia indipendente che avrebbe dovuto comprendere l'intera area storica ed etnica dei croati. In quel periodo, Mussolini nutriva interessi nei Balcani, il suo obiettivo era di isolare la Jugoslavia per rafforzare l'influenza italiana sulla costa orientale dell'Adriatico. Lo storico britannico Rory Yeomans sostiene che Pavelić avesse preso in considerazione la formazione di un gruppo insurrezionale nazionalista già nel 1928.

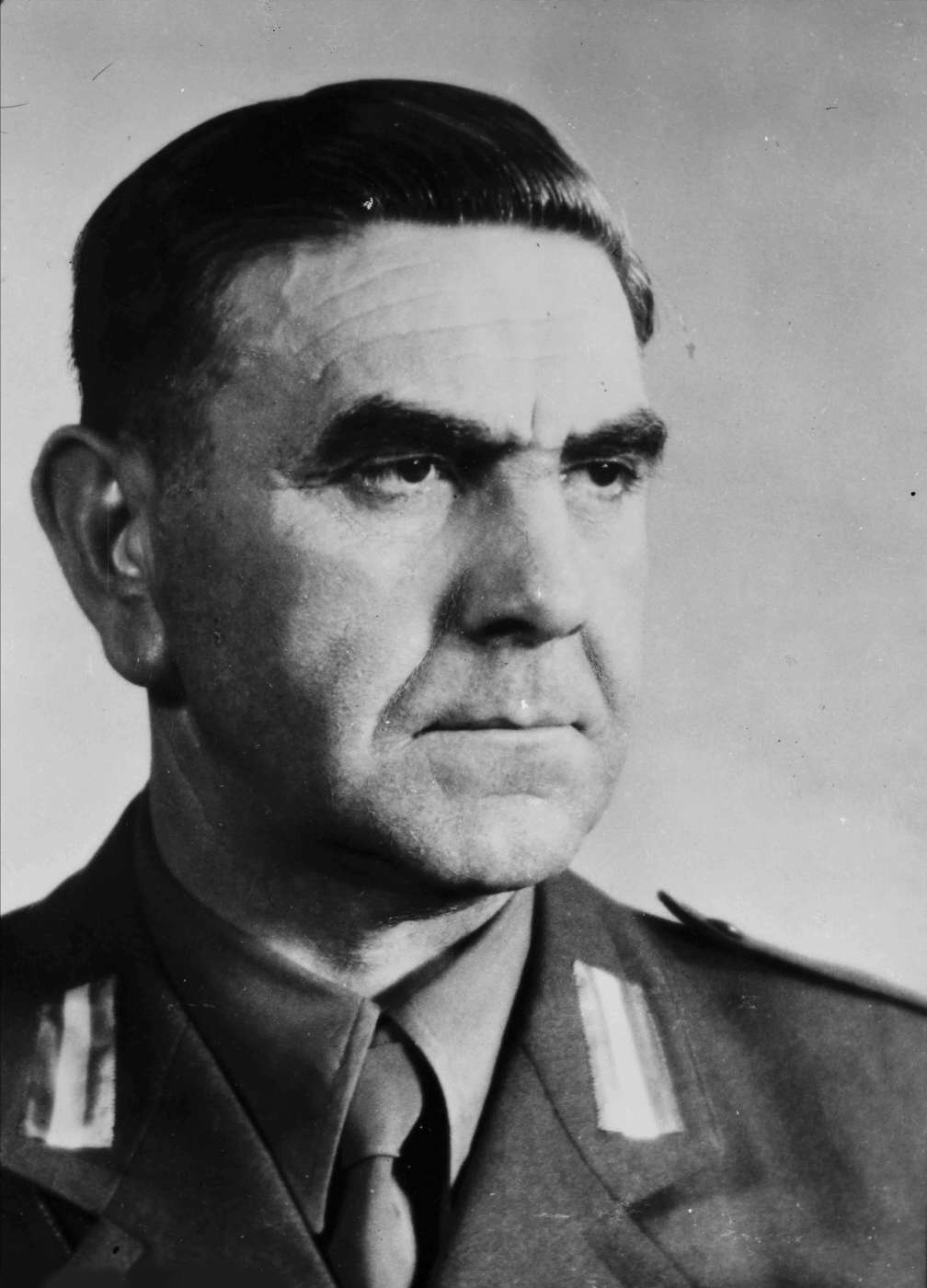
Ante Pavelić, frankista e principale portavoce dell'indipendenza croata nella Jugoslavia tra le due guerre, fondatore del movimento ustascia.

Nel giugno 1928, Stjepan Radić, leader del più grande e popolare partito croato, il Partito Contadino Croato (in serbo-croato: Hrvatska seljačka stranka, HSS), fu ferito a morte nell'aula parlamentare da Puniša Račić, un leader serbo montenegrino ex membro dei cetnici e deputato del Partito Radical-Popolare al potere. Račić uccise anche altri due deputati dello HSS, ferendone altri due. Gli omicidi provocarono violente proteste studentesche a Zagabria. Nel tentativo di reprimere il conflitto tra i partiti politici croati e serbi, re Alessandro I proclamò la dittatura con l'obiettivo di stabilire lo "jugoslavismo integrale" in una singola nazione jugoslava. L'introduzione della dittatura portò alla ribalta le forze separatiste, soprattutto tra i croati e i macedoni. L'Ustascia - Movimento rivoluzionario croato (in croato: Ustaša - Hrvatski revolucionarni pokret) emerse come il movimento più estremista tra queste forze. Il movimento nacque tra la fine del 1929 e l'inizio del 1930 all'interno dei gruppi radicali e militanti studenteschi e giovanili, presenti già dalla fine degli anni venti. Il movimento fu fondato dal giornalista Gustav Perčec e da Ante Pavelić, entrambi animati da un profondo odio nei confronti dei serbi, sostenendo che "croati e serbi erano separati da un abisso culturale incolmabile" che impediva loro di coesistere. Pavelić accusò il governo di Belgrado di diffondere "una cultura barbarica e una civiltà zingara", affermando anche la diffusione di "ateismo e di una mentalità bestiale nella divina Croazia".
I sostenitori degli ustascia pianificarono il genocidio alcuni anni prima della seconda guerra mondiale; ad esempio, uno dei principali ideologi di Pavelić, Mijo Babić, scrisse nel 1932 che gli ustascia avrebbero "fatto piazza pulita e tagliato tutto il marcio dal corpo sano del popolo croato". Nel 1933, gli ustascia presentarono i "Diciassette principi" che costituivano l'ideologia ufficiale del movimento: i principi affermavano l'unicità della nazione croata, promuovevano i diritti collettivi rispetto a quelli individuali e dichiaravano che le persone non croate di "sangue" sarebbero state escluse dalla vita politica.
Per spiegare quella che consideravano una "macchina del terrore", gli ustascia citavano, tra l'altro, le politiche del governo jugoslavo tra le due guerre che descrivevano come un'egemonia serba "che è costata la vita a migliaia di croati". Lo storico Jozo Tomasevich spiega che questa argomentazione non è vera, sostenendo che tra il dicembre 1918 e l'aprile 1941 circa 280 croati furono uccisi per motivi politici e che non è stato possibile identificare un motivo specifico per tali uccisioni, potenzialmente collegate agli scontri avvenuti durante la riforma agraria. Inoltre, ha affermato che anche ai serbi furono negati i diritti civili e politici durante la dittatura. Tomasevich spiega tuttavia che le politiche anticroate del governo jugoslavo a maggioranza serba negli anni venti e trenta, così come l'uccisione dei deputati dello HSS da parte di Radić, furono in gran parte responsabili della creazione, della crescita e della natura delle forze nazionaliste croate. Ciò culminò nel movimento ustascia e, in ultima analisi, nella sua politica antiserba durante la seconda guerra mondiale, che fu totalmente sproporzionata rispetto alle precedenti misure anticroate, sia per natura che per portata. Yeomans evidenzia come i funzionari ustascia enfatizzarono costantemente i crimini contro i croati da parte del governo e delle forze di sicurezza jugoslave, molti dei quali immaginari e alcuni reali, come giustificazione per la loro pianificata eradicazione dei serbi. La politologa Tamara Pavasović Trošt, commentando la storiografia, ha elencato le affermazioni secondo cui il terrore contro i serbi sarebbe nato come risultato della "loro precedente egemonia" come esempio di relativizzazione dei crimini ustascia. Lo storico Aristotle Kallis ha spiegato che i pregiudizi antiserbi furono una "chimera" emersa attraverso la convivenza in Jugoslavia legata alla continuità degli stereotipi precedenti.
Gli ustascia operarono anche come organizzazione terroristica. Il primo centro ustascia fu stabilito a Vienna, dove si sviluppò rapidamente un'intensa propaganda antijugoslava e dove furono addestrati gli agenti per compiere azioni terroristiche. Organizzarono la cosiddetta rivolta del Velebit nel 1932, assaltando una stazione di polizia nel villaggio di Brušani nella Lika. Nel 1934, gli ustascia collaborarono con gli estremisti di destra bulgari, ungheresi e italiani per assassinare re Alessandro I durante la sua visita a Marsiglia. Le tendenze fasciste di Pavelić erano ormai evidenti, il movimento ustascia fu sostenuto ideologicamente e anche finanziariamente da Benito Mussolini. Durante l'intensificarsi dei legami con la Germania nazista negli anni trenta, il concetto di nazione croata di Pavelić si orientò sempre più verso una definizione di tipo razziale.

## Nascita dello Stato Indipendente di Croazia

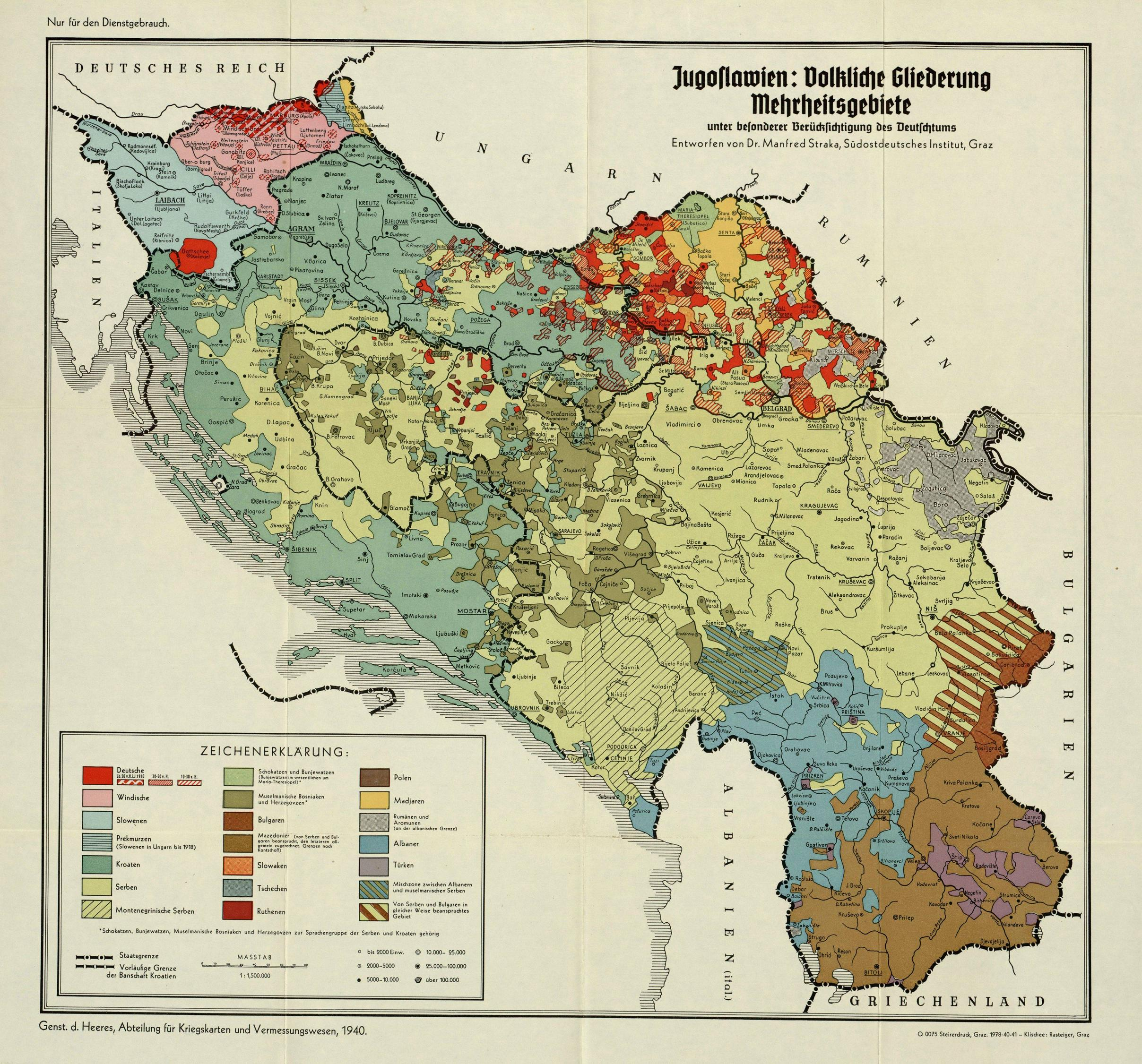
Mappa etnica del Regno di Jugoslavia 1940.

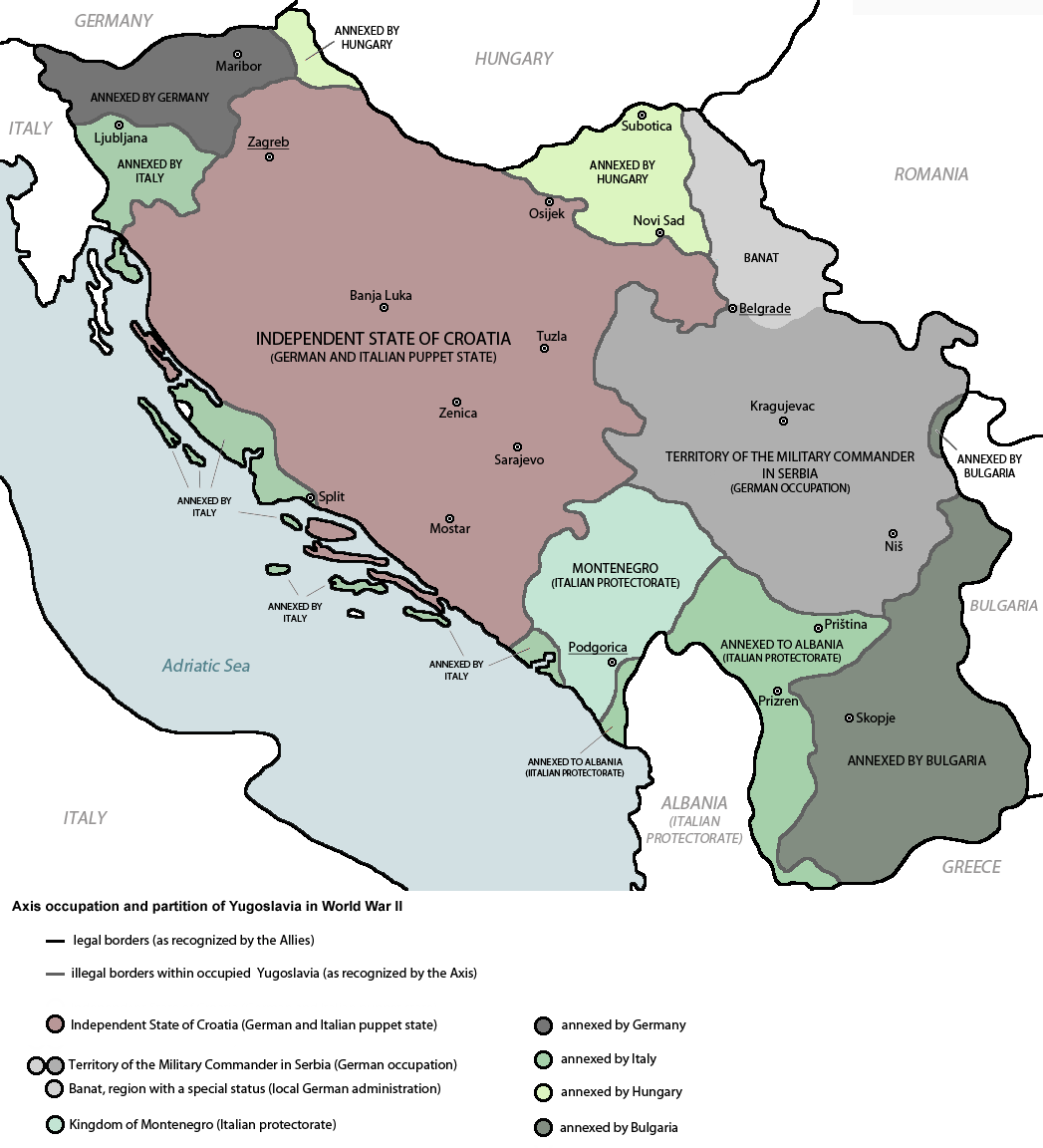
Divisione della Jugoslavia dopo l'invasione dell'Asse.

Nell'aprile 1941, il Regno di Jugoslavia fu invaso dalle potenze dell'Asse. In seguito all'ingresso delle forze naziste a Zagabria il 10 aprile 1941, il più stretto collaboratore di Pavelić, Slavko Kvaternik, proclamò la nascita dello Stato Indipendente di Croazia (NDH) in una trasmissione di Radio Zagabria. Nel frattempo, Pavelić e diverse centinaia di volontari ustascia lasciarono i loro campi in Italia per recarsi a Zagabria, dove Pavelić dichiarò la costituzione del nuovo governo il 16 aprile 1941. Pavelić si attribuì il titolo di Poglavnik (l'equivalente croato del termine italiano Duce e del tedesco Führer). La NDH riunì la maggior parte del territorio dell'odierna Croazia, l'intera Bosnia-Erzegovina e alcune porzioni dell'odierna Serbia come un "quasi-protettorato italo-tedesco". I serbi costituivano circa il 30% della popolazione presente nella NDH. La NDH non fu pienamente sovrano, ma rappresentò uno Stato fantoccio che godeva di una maggiore autonomia rispetto ad altri regimi instaurati nell'Europa occupata dai tedeschi. Lo Stato Indipendente di Croazia fu dichiarato fondato sul "territorio etnico e storico" croato.
Gli ustascia furono ossessionati dalla creazione di uno Stato etnicamente puro. Come delineato dai ministri ustascia Mile Budak, Mirko Puk e Milovan Žanić, la strategia per ottenere una Croazia etnicamente pura era la seguente:
- un terzo dei serbi doveva essere ucciso;
- un terzo dei serbi doveva essere espulso;
- un terzo dei serbi doveva essere convertito con la forza al cattolicesimo.

Secondo lo storico Ivo Goldstein, questa formula non fu mai resa pubblica, ma è innegabile che gli ustascia la applicarono nei confronti della popolazione serba.
Il movimento ustascia ricevette un sostegno limitato da parte della popolazione civile croata. Nel maggio 1941, gli ustascia contavano circa 100 000 membri che avevano prestato giuramento. Grazie al riluttante invito di Vladko Maček ai sostenitori del Partito Contadino Croato a rispettare e cooperare con il nuovo regime di Ante Pavelić, il Poglavnik poté avvalersi del partito e della maggior parte dei funzionari dell'ex Banovina di Croazia. Inizialmente, i soldati croati che avevano precedentemente prestato servizio nell'esercito austro-ungarico occuparono le posizioni al vertice delle forze armate della NDH.
La storica Irina Ognyanova ha evidenziato come le similitudini tra NDH e Terzo Reich includessero la convinzione che il terrore e il genocidio fossero strumenti necessari per la conservazione dello Stato. Viktor Gutić pronunciò diversi discorsi all'inizio dell'estate del 1941, definendo i serbi come "ex nemici" ed "elementi indesiderati" da epurare e distruggere, minacciando anche i croati che non avessero appoggiato la loro causa. Gran parte dell'ideologia degli ustascia si basava sulla teoria razziale nazista: come i nazisti, gli ustascia consideravano ebrei, rom e slavi come sub-umani (in tedesco Untermensch) e approvarono le affermazioni dei teorici razziali tedeschi secondo cui i croati non fossero slavi ma appartenessero a una "razza germanica". I loro genocidi contro serbi, ebrei e rom rappresentarono quindi un'espressione dell'ideologia razziale nazista. Anche Adolf Hitler sostenne Pavelić nelle attività antiserbe. Lo storico Michael Phayer ha suggerito che la decisione dei nazisti di sterminare tutti gli ebrei d'Europa sia stata presa nella seconda metà del 1941, alla fine di giugno; se ciò fosse corretto, significherebbe che il genocidio in Croazia fu precedente all'uccisione degli ebrei da parte dei nazisti. Jonathan Steinberg ha affermato che i crimini contro i serbi nella NDH rappresentarono il "primo genocidio totale ad essere tentato durante la seconda guerra mondiale".
Andrija Artuković, Ministro degli Interni della NDH, promulgò le leggi razziali. Il 30 aprile 1941, il governo adottò "l'ordinamento giuridico delle razze" e "l'ordinamento giuridico della protezione del sangue ariano e dell'onore del popolo croato". I croati e i circa 750 000 musulmani bosniaci, il cui sostegno era necessario contro i serbi, furono proclamati ariani. Donald Bloxham e Robert Gerwarth hanno concluso che i serbi furono il principale obiettivo delle leggi razziali e degli omicidi. Gli ustascia introdussero delle leggi volte a privare i serbi della cittadinanza, dei mezzi di sussistenza e dei loro beni. Similmente agli ebrei nel Terzo Reich, i serbi furono costretti a indossare dei bracciali con la lettera "P", per Pravoslavac (ortodosso); allo stesso modo, gli ebrei furono costretti a indossare il bracciale con la lettera "Ž", per Židov (ebreo). Gli scrittori ustascia adottarono una retorica disumanizzante. Nel 1941 fu proibito l'uso della scrittura cirillica, e nel giugno dello stesso anno iniziò l'eliminazione delle parole "orientali" (serbe) dalla lingua croata, nonché la chiusura delle scuole serbe. Attraverso l'"ufficio statale croato per la lingua", Ante Pavelić ordinò la creazione di nuove parole da radici antiche ed eliminò numerosi vocaboli serbi.
Mentre la persecuzione ustascia di ebrei e rom fu sistematica e rappresentò un'implementazione delle politiche naziste, la persecuzione dei serbi fu radicata in una forma più intensa di odio "domestico", attuata con maggiore variabilità a causa della presenza più elevata di popolazione serba presente nelle aree rurali. Ciò avvenne nonostante il fatto che avrebbe compromesso il sostegno al regime, alimentato la ribellione serba e quindi messo a repentaglio la stabilità dello NDH. Il livello di violenza attuato contro le comunità serbe spesso dipese più dalle dinamiche intercomunitarie e dalle inclinazioni dei rispettivi signori della guerra ustascia locali che da una politica ben definita.

## I campi di concentramento e di sterminio

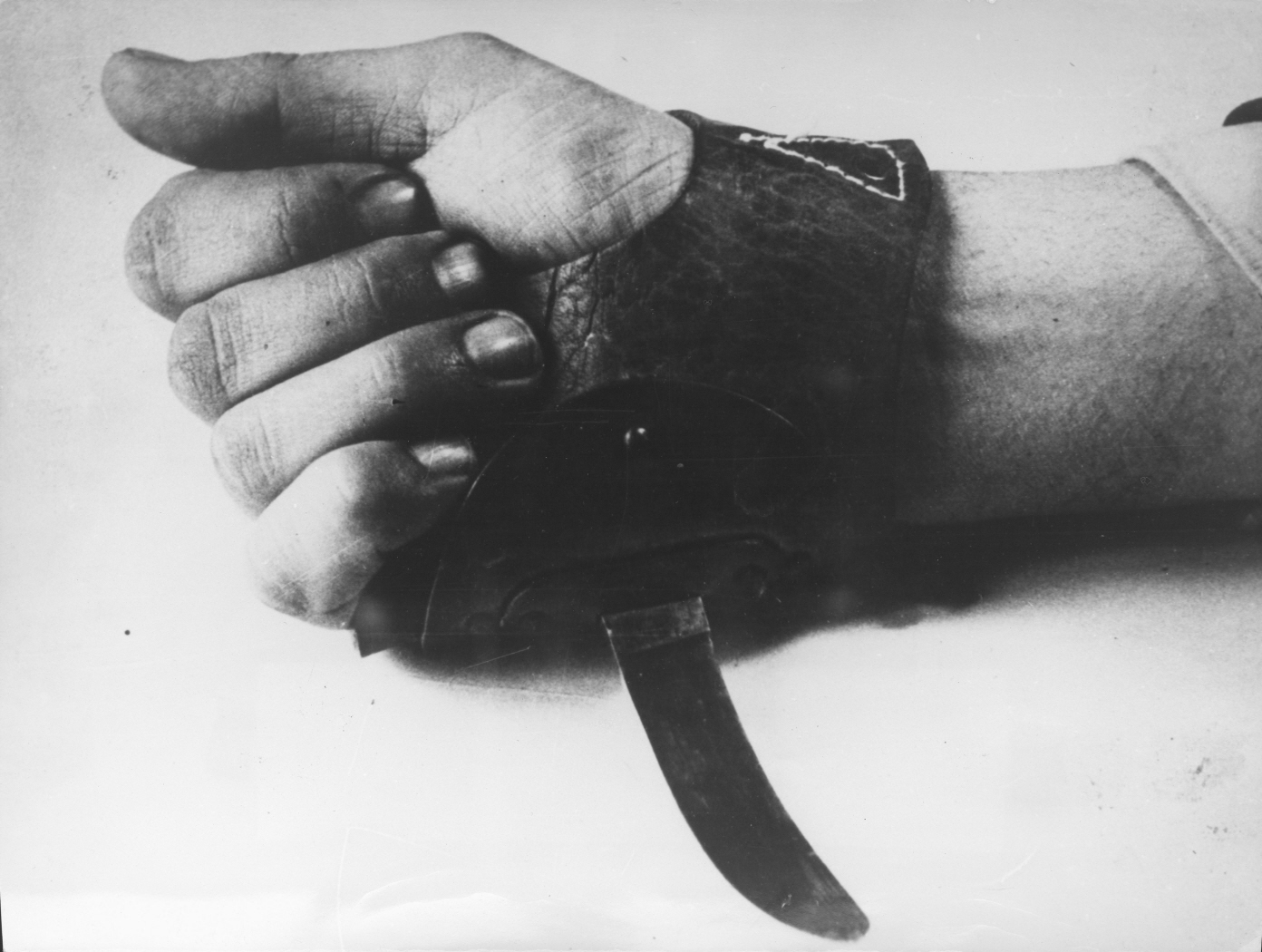
Lo srbosjek, coltello usato dagli ustascia per massacrare i prigionieri.

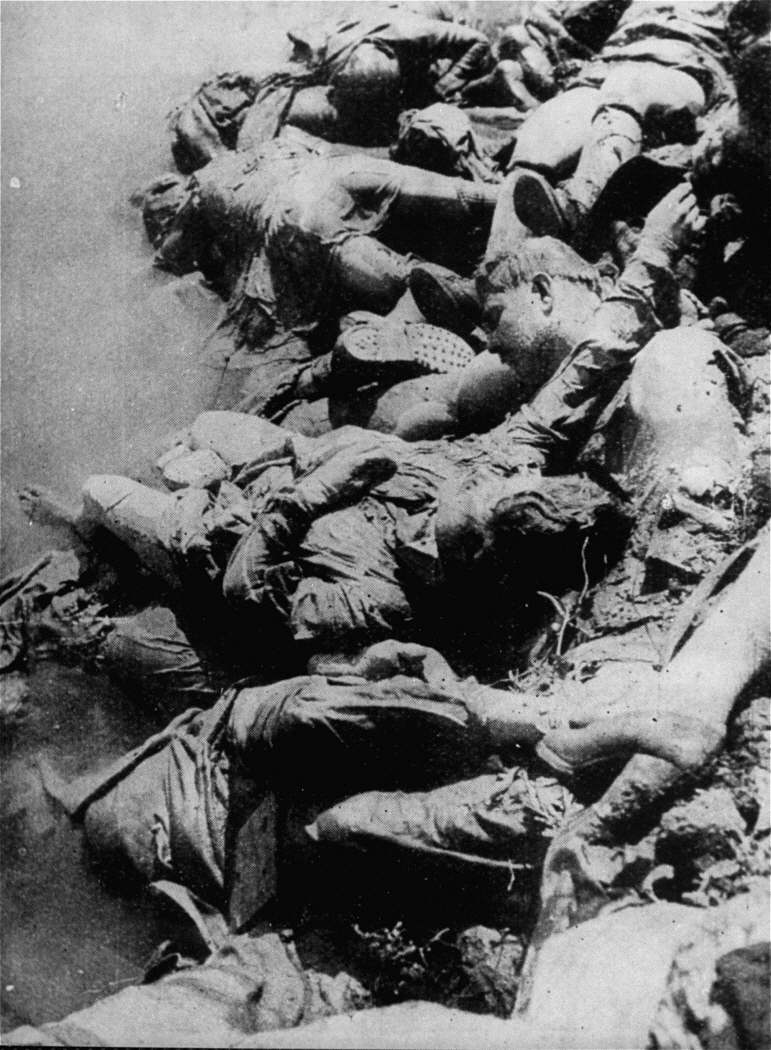
I corpi dei prigionieri del campo di Jasenovac nel fiume Sava.

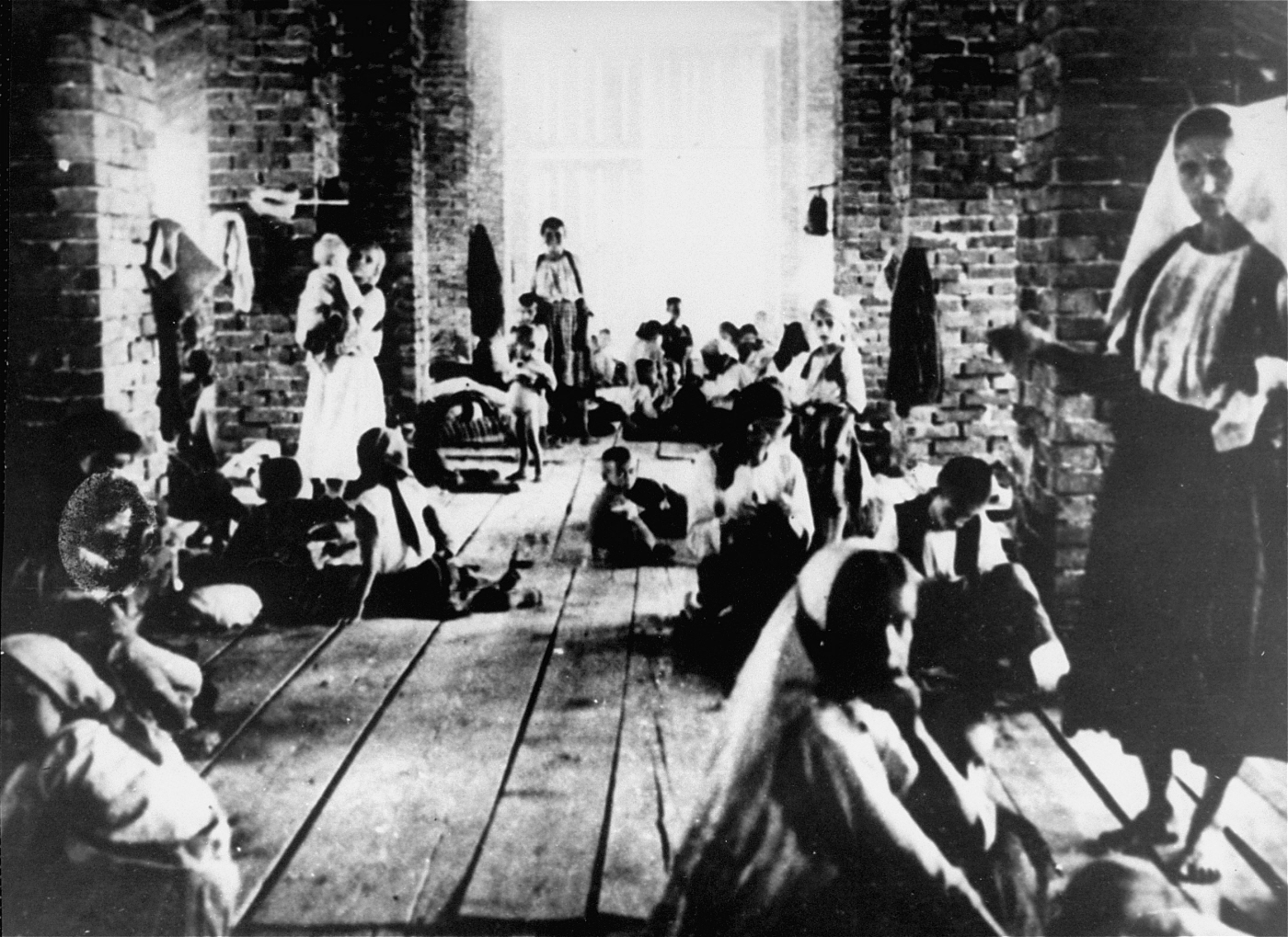
Donne e bambini imprigionati nel campo di concentramento di Stara Gradiska.

Nella primavera del 1941, il regime ustascia istituì dei campi di concentramento temporanei, ponendo le basi per una rete di campi permanenti in autunno. La creazione di questi campi e la campagna di sterminio dei serbi furono pianificate dagli ustascia già prima del 1941. Nelle esposizioni ustascia a Zagabria, i campi venivano rappresentati come centri di lavoro produttivi e "pacifici", con fotografie di detenuti sorridenti.
Serbi, ebrei e rom furono deportati nei campi di concentramento quali Jasenovac, Stara Gradiška, Gospić e Jadovno. Complessivamente, esistevano 22-26 campi nella NDH. Lo storico Jozo Tomasevich ha descritto come il campo di concentramento di Jadovno fungesse da "punto di transito" lungo il percorso verso le fosse situate sul Monte Velebit, dove i detenuti venivano giustiziati.
Circa 90 000 vittime serbe del genocidio sono morte nei campi di concentramento; le restanti furono uccise nel "terrore diretto", ovvero attraverso spedizioni punitive e rastrellamenti di villaggi, pogrom, massacri ed esecuzioni sporadiche avvenute principalmente tra il 1941 e il 1942.
Il complesso di Jasenovac-Stara Gradiška rappresentò il campo più esteso, tristemente noto come il più grande campo di sterminio dei Balcani. Si stima che vi siano morti circa 100 000 detenuti, in prevalenza serbi. Vjekoslav "Maks" Luburić, comandante in capo di tutti i campi croati, celebrò la grande "efficienza" del campo di Jasenovac durante una cerimonia del 9 ottobre 1942, vantandosi che: «Abbiamo massacrato qui a Jasenovac più persone di quanto abbia potuto fare l'Impero Ottomano durante la sua occupazione dell'Europa».
Delimitato dai fiumi e da due recinzioni di filo spinato che rendevano improbabile la fuga, il campo di Jasenovac fu suddiviso in cinque sottocampi, i primi due furono chiusi nel dicembre 1941 mentre gli altri rimasero attivi fino alla fine della guerra. Stara Gradiška (Jasenovac V) ospitava donne e bambini. Il campo di Ciglana (cantieri navali, Jasenovac III), essenzialmente un campo di sterminio, registrò un tasso di mortalità dell'88%, superiore all'84,6% di Auschwitz. La fornace di un preesistente fabbrica di mattoni fu trasformata in forno crematorio, si verificarono casi di persone bruciate vive, compresi i bambini, e il fetore di carne umana si diffondeva nel campo. Luburić fece costruire una camera a gas a Jasenovac V, dove un considerevole numero di detenuti fu ucciso durante un esperimento di tre mesi con anidride solforosa e Zyklon B; questo metodo fu abbandonato a causa dei difetti di costruzione, ma anche perché non si rivelò necessario, poiché la maggior parte dei detenuti morì di fame, di malattie (soprattutto tifo), avvelenati e per le aggressioni con mazze, asce e coltelli come lo srbosjek, un guanto munito di lama ricurva usato per sgozzare le vittime. A differenza dei campi gestiti dai tedeschi, Jasenovac si distinse nella violenza brutale individuale, con guardie che attaccavano le baracche con le armi e gettavano i corpi nel fiume. Alcuni storici citano una frase tratta da fonti tedesche: "Anche gli ufficiali tedeschi e gli uomini delle SS persero la calma quando videro i modi e i metodi (usati dagli ustascia)".
Il famigerato comandante del campo, Miroslav Filipović-Majstorović, soprannominato "Fratello Satana", in un'occasione fece annegare donne e bambini serbi allagando una cantina. Filipović e altri comandanti del campo (come Dinko Šakić e sua moglie Nada Šakić, sorella di Luburić) utilizzarono delle forme di tortura ingegnose: si arrivò a vere e proprie gare di sgozzamento dei serbi, in cui le guardie carcerarie scommettevano su chi riuscisse a massacrare il maggior numero di detenuti. È noto che la guardia ed ex sacerdote francescano Petar Brzica vinse una gara il 29 agosto 1942, dopo aver tagliato la gola a 1 360 detenuti. I detenuti venivano legati e colpiti alla testa con mazze e, ancora mezzi vivi, appesi in gruppi alla gru della rampa di Granik, venivano sventrati e sgozzati, e poi gettati nel fiume. Verso la fine della guerra, con l'avanzare dei partigiani e degli Alleati, gli ustascia iniziarono le liquidazioni di massa a Jasenovac, uccidendo sia donne che bambini e fucilando la maggior parte dei detenuti maschi rimasti, prima di fuggire incendiarono gli edifici e i documenti del campo. Molti prigionieri furono vittime di stupri, mutilazioni sessuali, sventramenti, e si verificò anche un caso di cannibalismo indotto tra i detenuti. Alcuni sopravvissuti testimoniarono di aver bevuto il sangue dalle gole recise delle vittime e di aver fabbricato il sapone dai cadaveri umani.

### I campi di concentramento per bambini

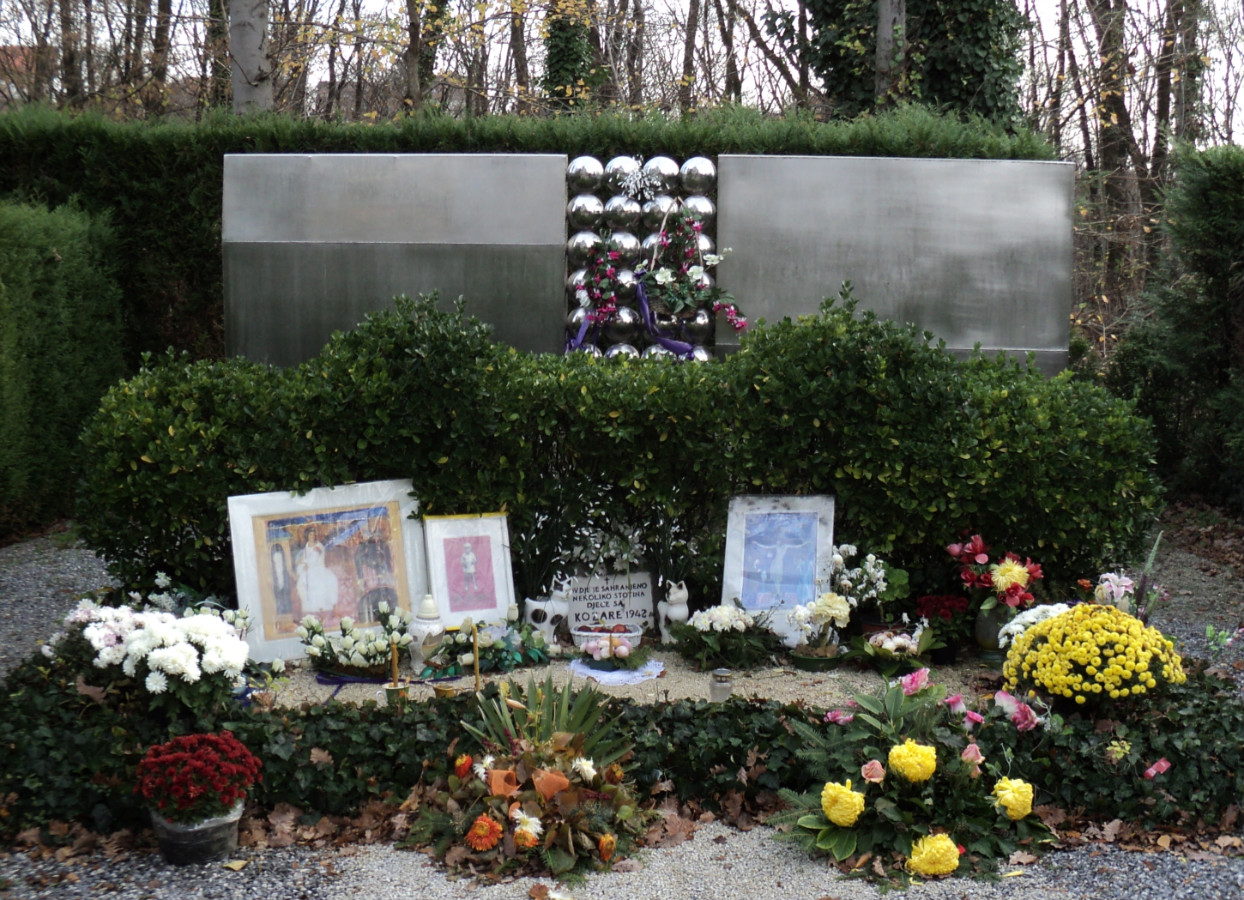
Monumento nel cimitero Mirogoj di Zagabria dedicato ai bambini di Kozara morti nei campi di concentramento ustascia.

Lo Stato Indipendente di Croazia fu l'unico satellite dell'Asse ad aver istituito dei campi specifici destinati ai bambini, furono situati a Sisak, Đakovo e Jastrebarsko, mentre Stara Gradiška ospitò migliaia di donne con bambini. Lo storico Tomislav Dulić ha sottolineato come l'uccisione sistematica di neonati e bambini, nonostante non potessero rappresentare una minaccia reale per lo Stato, costituisca un'evidenza del carattere genocida delle uccisioni di massa perpetrate dagli ustascia.
I sopravvissuti all'Olocausto e al genocidio, tra cui Božo Švarc, testimoniarono che gli ustascia strappavano le mani ai bambini e "applicavano un liquido sulla bocca dei bambini con dei pennelli", provocando le loro urla e la conseguente morte. Il comandante del campo di Sisak, il medico Antun Najžer, è stato soprannominato dai sopravvissuti il "Mengele croato".
Diana Budisavljević, attivista umanitaria di origine austriaca, intraprese diverse operazioni di salvataggio riuscendo a sottrarre più di 15 000 bambini dai campi ustascia.

### Elenco dei campi di concentramento e di sterminio
- Đakovo: nel campo furono internati complessivamente 3 800 persone tra donne e bambini, ebrei e serbi;
- Danica: il campo ospitò circa 5 000 persone, in maggioranza serbi, alcuni di loro furono giustiziati;
- Gospić: morirono tra i 24 000 e i 42 000 detenuti, in maggioranza serbi;
- Hrvatska Mitrovica: il campo di concentramento di Sremska Mitrovica.
- Jasenovac (I-IV): morirono circa 100 000 detenuti, di cui almeno 52 000 serbi;[102]
- Jastrebarsko: 3 336 bambini serbi passarono per il campo, morirono tra i 449 e i 1 500 individui;
- Kerestinec: furono catturati 111 serbi, ebrei e comunisti, ne furono uccisi 85;
- Kruščica: furono internati circa 5 000 persone, ebrei e serbi, di cui morirono in 3 000;
- Lobor: furono internati più di 2 000 persone tra donne e bambini, ebrei e serbi, morirono almeno in 200;
- Sajmište: campo gestito dalle Einsatzgruppen e dal maggio 1944 dagli ustascia; qui morirono tra 20 000 e 23 000 persone (serbi, ebrei, rom e antifascisti);
- Sisak: 6 693 bambini passarono per il campo, in maggioranza serbi, morirono tra i 1 152 e i 1 630 individui;
- Slana e Mataina (sull'isola di Pago): morirono tra i 4 000 e i 12 000 serbi, ebrei e comunisti;
- Stara Gradiška (Jasenovac V): morirono più di 12 000 detenuti, in maggioranza serbi;

## Massacri
Un considerevole numero di massacri fu opera delle forze armate della NDH, della Guardia nazionale croata e delle milizie ustascia.
La milizia ustascia fu organizzata nel 1941 inizialmente in 5 (poi aumentati a 15) battaglioni di 700 uomini, due battaglioni di sicurezza ferroviaria, la Legione Nera d'élite e il Battaglione della Guardia del Corpo del Poglavnik (poi trasformato in Brigata); le reclute furono scelte prevalentemente tra la popolazione meno istruita e nella classe operaia. Oltre all'etnia croata, la milizia conteneva anche musulmani, che si stima rappresentassero il 30% dei membri.
Le violenze contro i serbi iniziarono nell'aprile 1941, inizialmente di portata limitata, colpendo principalmente l'intellighenzia serba. A luglio, la violenza divenne "indiscriminata, diffusa e sistematica": i massacri dei serbi si concentrarono in aree miste, con alta densità di popolazione serba, per necessità ed efficienza.
Nell'estate del 1941, le milizie ustascia e gli squadroni della morte bruciarono i villaggi e uccisero migliaia di civili serbi nelle campagne in modo sadico, con varie armi e strumenti. Uomini, donne e bambini venivano uccisi a colpi di coltello, gettati vivi in fossati e burroni, o dati alle fiamme nelle chiese. Raramente venivano usate armi da fuoco, più comunemente si usavano asce e attrezzi simili. Le vittime serbe venivano smembrate, subivano il taglio di orecchie e lingua, e venivano loro cavati gli occhi. Alcuni villaggi serbi vicino a Srebrenica e Ozren furono massacrati interamente, nei villaggi tra Vlasenica e Kladanj furono trovati impalati anche dei bambini. La crudeltà e il sadismo degli ustascia scioccarono persino i comandanti nazisti. Un rapporto della Gestapo inviato al Reichsführer-SS Heinrich Himmler, datato 17 febbraio 1942, affermò:
(Uki Goñi, "The real Odessa: Smuggling the Nazis to Perón's Argentina")
La preferenza degli ustascia per le armi bianche nell'esecuzione delle loro azioni fu legata alla scarsità di munizioni e di armi da fuoco nel corso della guerra, ma dimostrò anche l'importanza che il regime dava al culto della violenza e del massacro, in particolare nell'uso del coltello.
Charles King ha sottolineato che i campi di concentramento stiano perdendo la loro centralità nella ricerca sull'Olocausto e sul genocidio, ciò è dovuto alla considerevole percentuale di vittime morta nelle esecuzioni di massa o in burroni e fosse; ha spiegato che anche le azioni degli alleati tedeschi, incluso quello croato, e l'eliminazione delle minoranze hanno avuto un ruolo significativo.

### Croazia centrale

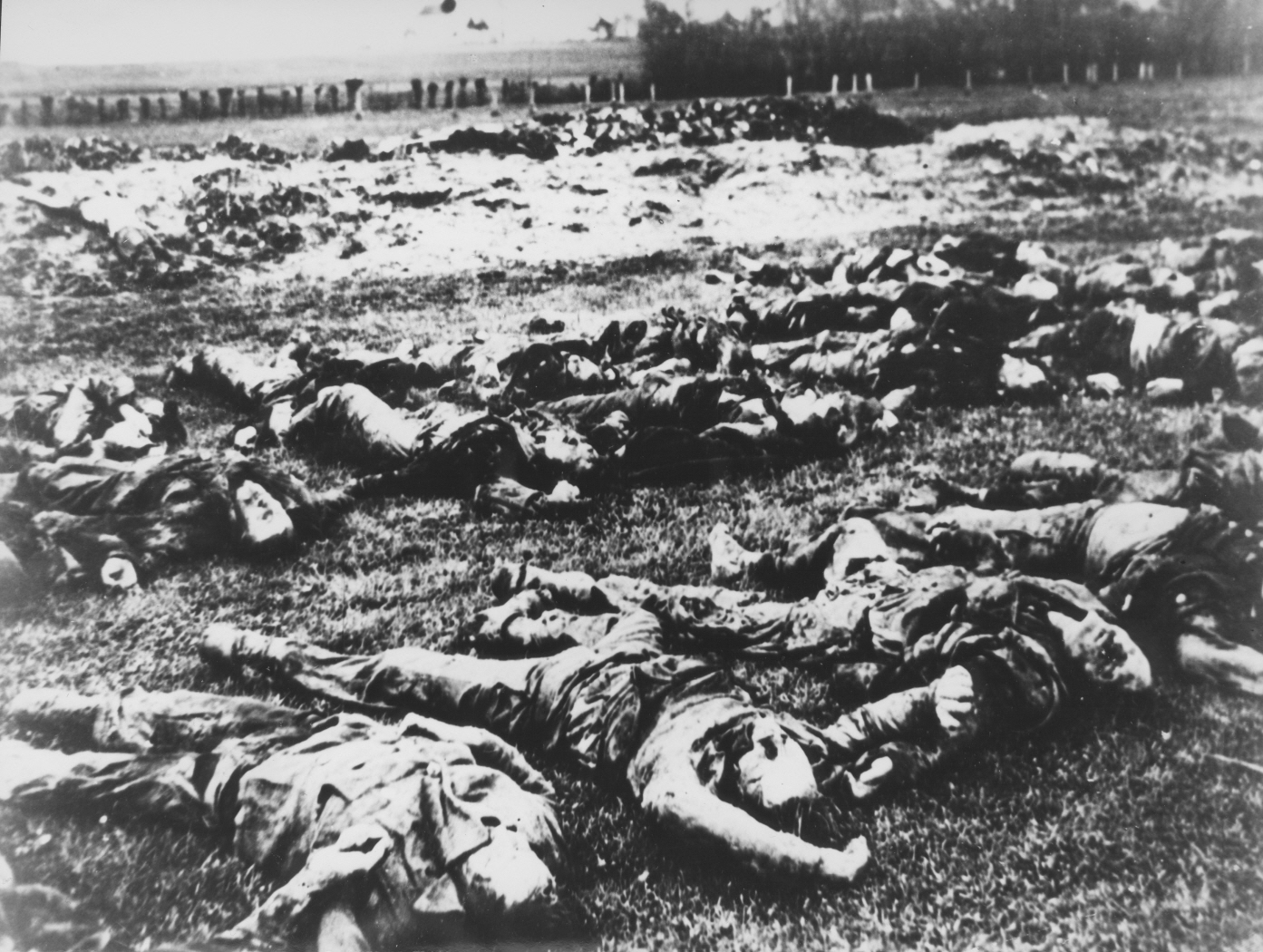
Vittime del massacro di Gudovac.

Il 28 aprile 1941, in seguito all'ordine di arresto emesso da Kvaternik, furono giustiziati sommariamente circa 184-196 serbi di Bjelovar. Questo episodio rappresentò il primo atto di omicidio di massa commesso dagli ustascia una volta al potere, preannunciando la più ampia campagna di genocidio contro i serbi nella NDH che continuò fino al termine della guerra. Pochi giorni dopo il massacro di Bjelovar, gli ustascia radunarono 331 serbi nel villaggio di Otočac: le vittime furono costrette a scavare le proprie tombe prima di essere uccise a colpi di ascia. Tra le vittime c'erano il prete ortodosso del luogo e suo figlio. Il sacerdote fu costretto a recitare le preghiere per i moribondi mentre suo figlio veniva assassinato, e successivamente fu torturato: gli furono strappati i capelli e la barba, cavati gli occhi e quindi fu scuoiato vivo.
Il 24-25 luglio 1941, la milizia ustascia catturò il villaggio di Banski Grabovac nella regione di Banija e massacrò l'intera popolazione serba di 1100 contadini. Il 24 luglio, più di 800 civili serbi furono uccisi nel villaggio di Vlahović. Tra il 29 giugno e il 7 luglio 1941, 280 serbi furono uccisi e gettati in fosse comuni vicino a Kostajnica. A Staro Selo Topusko si verificarono massacri su larga scala, come nel villaggio di Pecka (250 vittime), e Perna (427 anziani e bambini). Un elevato numero di persone fu ucciso anche a Vojišnica e Vrginmost. Circa il 60% degli abitanti di Sadilovac perse la vita durante la guerra. Più di 400 serbi furono uccisi nelle loro abitazioni, tra cui 185 bambini. Il 17 aprile 1942, 99 serbi furono bruciati vivi nel villaggio di Kolarić, vicino a Vojnić. 3849 abitanti della città di Vojnić furono massacrati durante la guerra, su un totale di circa 5 000 abitanti. Nello stesso mese, 759 persone tra donne, bambini e anziani serbi, furono massacrati vicino al villaggio di Krstinja. Il 31 luglio 1942, nella chiesa di Sadilovac, gli ustascia al comando di Milan Mesić massacrarono più di 580 abitanti dei villaggi circostanti, tra cui circa 270 bambini. Nel villaggio di Rakovica, furono uccisi 2019 individui tra donne e bambini.

#### Glina
L'11 o il 12 maggio 1941, 260-300 serbi furono radunati in una chiesa ortodossa e fucilati, dopodiché l'edificio fu incendiato. L'ideatore di questi massacri sembra fosse Mirko Puk, Ministro della Giustizia della NDH. Il 10 maggio, Ivica Šarić, considerato uno specialista in questo tipo di operazioni, si recò nella città di Glina per incontrare la dirigenza locale degli ustascia, con la quale stilò un elenco di persone serbe da arrestare di età compresa tra i sedici e i sessanta anni. Dopo prolungate discussioni, si decise che tutti gli arrestati sarebbero stati uccisi. Molti serbi della città avevano sentito voci preoccupanti sul loro destino, ma la stragrande maggioranza non tentò di fuggire. Nella notte dell'11 maggio, iniziarono gli arresti di massa degli uomini serbi di età superiore ai sedici anni. Gli ustascia costrinsero gli arrestati a convertirsi in una chiesa ortodossa e chiesero la consegna dei documenti che provassero la loro conversione al cattolicesimo. I serbi che non furono in possesso dei certificati di conversione furono rinchiusi all'interno dell'edificio e massacrati. La chiesa fu quindi incendiata, lasciando i corpi a bruciare mentre gli ustascia rimasero all'esterno per sparare a coloro che tentassero di fuggire.
Un massacro simile si verificò il 30 luglio 1941. 700 serbi furono riuniti in una chiesa con il pretesto della conversione. Le vittime furono sgozzate o uccise a colpi di calcio di fucile. Nei villaggi limitrofi, furono successivamente massacrati tra 500 e 2 000 serbi dalle milizie di Luburić, in un'operazione continuata fino al 3 agosto. In questi massacri furono uccisi prevalentemente uomini di età pari o superiore ai 16 anni. Solo una delle vittime, Ljubo Jednak, sopravvisse fingendosi morta.

#### Lika

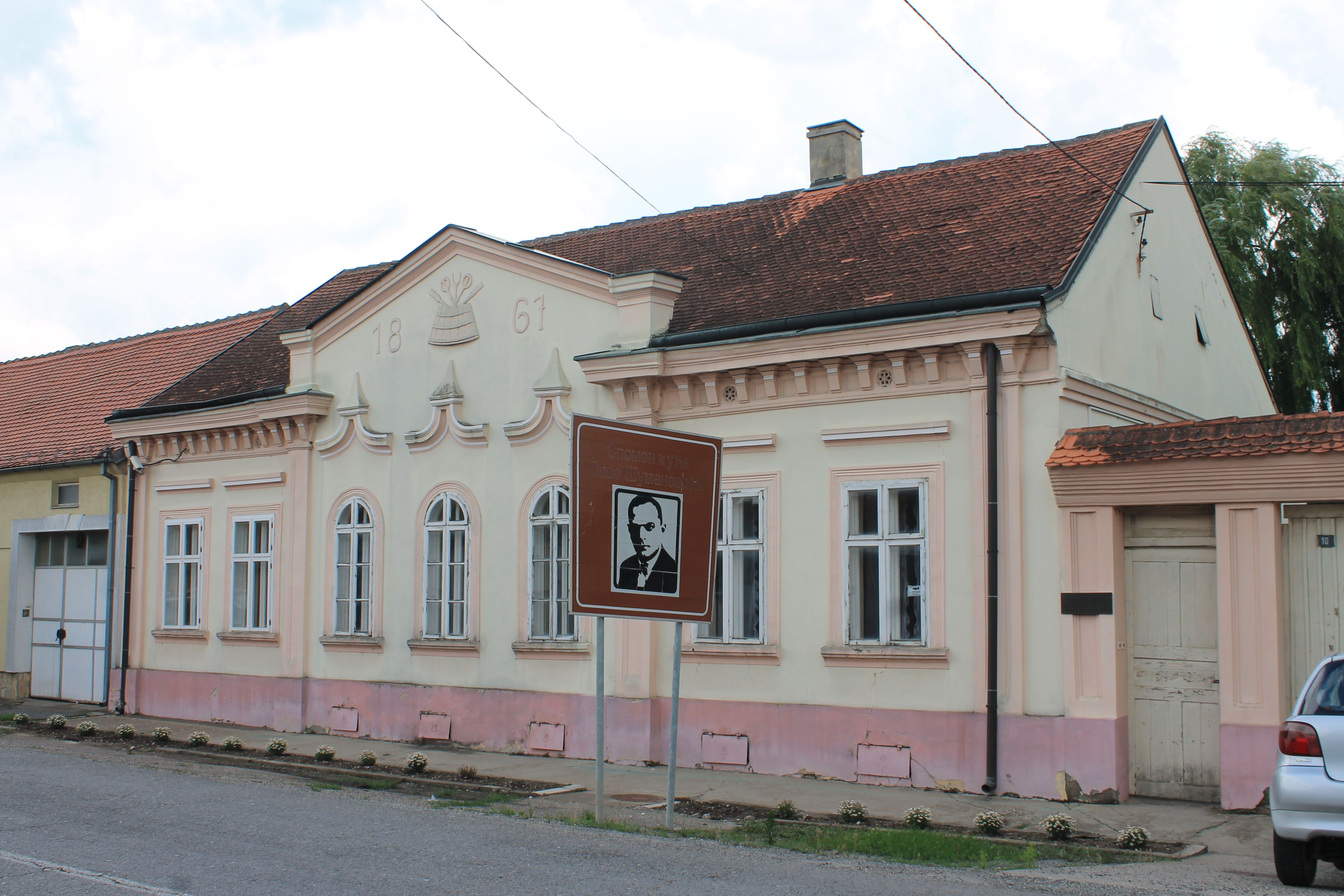
La casa di Sava Šumanović a Šid, in Sirmia, fu torturato e ucciso insieme a 150 concittadini.

Il distretto di Gospić subì i primi massacri su larga scala della regione della Lika, con l'uccisione di circa 3 000 civili serbi tra la fine di luglio e l'inizio di agosto 1941. Le autorità ustascia riferirono di una ribellione serba dovuta ai massacri. Alla fine di luglio 1941, un distaccamento dell'esercito croato di stanza a Gospić notò che gli insorti locali erano contadini serbi fuggiti nei boschi "puramente come reazione alle operazioni di pulizia [contro di loro] da parte delle nostre formazioni ustascia".
Il 27 luglio 1941, in seguito al sabotaggio dei binari ferroviari nel distretto di Vojnić attribuito ai comunisti locali, gli ustascia iniziarono un'operazione di "pulizia" tramite saccheggi indiscriminati e uccisioni di civili, compresi anziani e bambini. Il 6 agosto 1941, gli ustascia uccisero e bruciarono più di 280 abitanti del villaggio di Mlakva, tra cui 191 bambini. Tra giugno e agosto 1941, furono uccisi e gettati nella cosiddetta fossa di Delić circa 890 serbi di Ličko Petrovo Selo e Melinovac.
Durante la guerra, gli ustascia massacrarono più di 900 serbi a Divoselo, più di 500 a Smiljan, oltre 400 a Široka Kula vicino a Gospić; il 2 agosto 1941, catturarono circa 120 bambini e donne insieme a 50 uomini che cercavano di fuggire da Divoselo. Durante i giorni della prigionia, le donne furono violentate, pugnalate a gruppi e gettate nei pozzi.

### Slavonia
Il 21 dicembre 1941, nella foresta di Brezje, furono uccisi circa 880 serbi di Dugo Selo Lasinjsko e Prkos Lasinjski. Il 14 gennaio 1942, in occasione del capodanno serbo, ebbe inizio la più grande strage di civili dalla Slavonia: i villaggi furono dati alle fiamme, circa 350 persone furono deportate a Voćin e giustiziate.

### Sirmia
Nell'agosto del 1942, in seguito a un'operazione militare antipartigiana nella Sirmia condotta da ustascia e della Wehrmacht tedesca, si verificò un massacro che lasciò circa 7 000 serbi morti. Tra le vittime figurava il pittore Sava Šumanović, arrestato insieme ad altri 150 abitanti di Šid e torturato, subì l'amputazione delle braccia.

### Krajina bosniaca

Monumento alla Rivoluzione, dedicato ai 2500 combattenti e ai 68500 civili, prevalentemente serbi, uccisi o deportati nei campi di concentramento durante l'offensiva di Kozara.

Nell'agosto 1941, nel giorno della festa di Sant'Elia, patrono della Bosnia ed Erzegovina, furono uccisi e gettati nelle fosse comuni, scavate dalle vittime stesse, tra i 2800 e i 5500 serbi provenienti da Sanski Most e dintorni.
Durante la guerra, le forze armate della NDH uccisero oltre 7 000 serbi di Kozarska Dubica, più della metà della popolazione residente. Il massacro più cruento fu commesso dalla Guardia Nazionale croata nel gennaio 1942, quando il villaggio di Draksenić fu bruciato e furono uccise più di 200 persone.
Nel febbraio 1942, gli ustascia al comando di Miroslav Filipović massacrarono 2300 adulti e 550 bambini nei villaggi serbi di Drakulić, Motike e Šargovac. I bambini furono scelti come prime vittime e i loro corpi furono smembrati.

#### Garavice
Da luglio a settembre 1941, a Garavice, un luogo di sterminio presso Bihać, furono massacrati migliaia di serbi insieme ad alcuni ebrei e rom. Nella notte del 17 giugno 1941, gli ustascia iniziarono l'uccisione di massa dei serbi precedentemente catturati, trasportati in camion dalle città circostanti a Garavice. I corpi delle vittime furono gettati nelle fosse comuni, le falde acquifere locali rimasero contaminate dalla ingente quantità di sangue versato.

### Erzegovina
Il 9 maggio 1941, furono radunati circa 400 serbi da diversi villaggi e giustiziati in una fossa situata dietro una scuola di Blagaj. Il 31 maggio, furono radunati vicino a Trebinje tra 120 e 270 serbi e giustiziati.

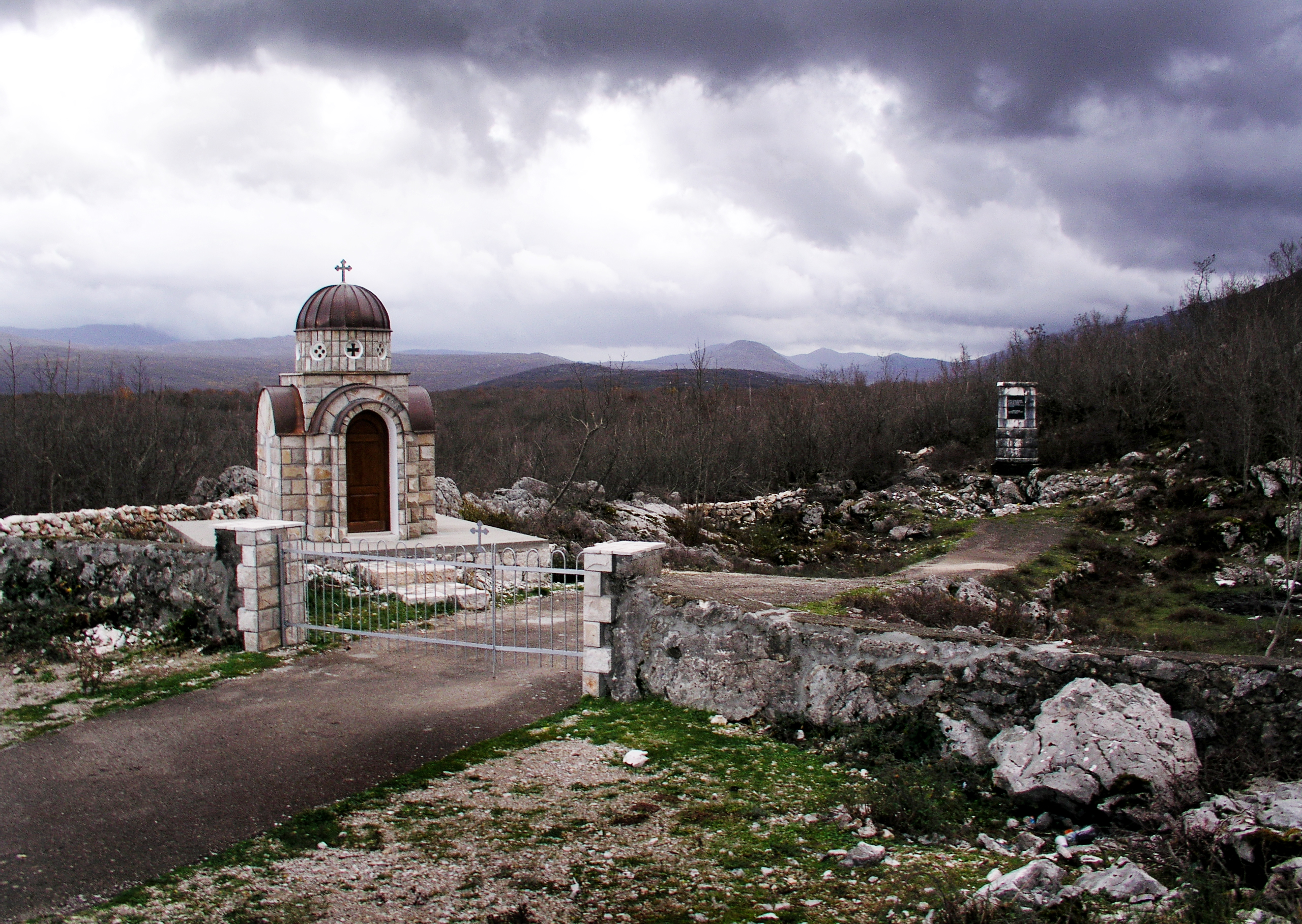
Fossa di Pandurica vicino a Ljubinje.

Il 2 giugno 1941, le autorità ustascia guidate da Herman Tongl ordinarono agli abitanti serbi maschi dei villaggi di Korita e Zagradci di età superiore ai 15 anni di presentarsi presso un edificio del villaggio di Stepen. Una volta giunti sul posto, furono tenuti prigionieri per due giorni; il 4 giugno, i circa 170 prigionieri furono legati in gruppi di due o tre, caricati su camion e guidati alla cava di calcare di Golubnjača vicino a Kobilja Glava dove furono picchiati con mazze, manganelli, asce e picconi e infine gettati in una fossa comune. Il 22 giugno, Tongl reclutò alcune persone del luogo per massacrare gli agricoltori serbi di quattro distretti limitrofi, incolpando i serbi di preparare un'offensiva prima della festa di Vidovdan. Le vittime furono donne, violentate, e bambini; alcuni furono gettati nelle fosse, mentre altri furono portati vicino al fiume Neretva e giustiziati sul posto.
Il 23 giugno, furono uccise 80 persone di tre villaggi vicino a Gacko. Il 2 giugno 1941, gli ustascia uccisero 140 contadini vicino alla città di Ljubinje e il 23 giugno ne uccisero altri 160. Nel comune di Stolac, furono uccise circa 260 persone nel corso di due giorni.
Nella zona di Livno, gli ustascia uccisero oltre 1200 serbi, tra cui 370 bambini. Nella foresta di Koprivnica, vicino a Livno, circa 300 cittadini furono torturati e uccisi. Altri 300 bambini, donne e anziani furono uccisi e gettati nella fossa di Ravni Dolac a Donji Rujani. Dal 4 al 6 agosto 1941, furono uccisi 650 tra donne e bambini, e gettati nella fossa di Golubinka vicino a Šurmanci, in questa occasione furono lanciate anche delle granate contro i cadaveri. Altri 4 000 serbi furono successivamente massacrati durante quell'estate.

### Valle della Drina
Tra il 22 giugno e il 20 luglio 1941, a Rašića Gaj, un numero variabile tra 70 e 200 serbi furono massacrati dalle forze ustascia musulmane dopo aver violentato donne e ragazze. Molti serbi furono giustiziati dagli ustascia lungo la valle del fiume Drina per un mese, soprattutto vicino a Višegrad. La Legione Nera al comando di Jure Francetić uccise migliaia di civili serbi bosniaci indifesi, gettando i loro corpi nel fiume Drina. Nel 1942, furono uccisi circa 6 000 serbi a Stari Brod vicino a Rogatica e Miloševići.

### Sarajevo
Durante l'estate del 1941, la milizia ustascia internò e uccise periodicamente dei gruppi di serbi provenienti da Sarajevo. Nell'agosto 1941, arrestarono circa 100 serbi sospettati di avere legami con la resistenza, per lo più ecclesiastici e membri dell'intellighenzia, e li giustiziarono o deportarono nei campi di concentramento. Gli ustascia uccisero almeno 323 persone nella Villa Luburić, un luogo di tortura e incarcerazione di serbi, ebrei e dissidenti politici.

## Espulsione e pulizia etnica
Le espulsioni costituirono uno dei pilastri fondamentali del piano degli ustascia per la costruzione di uno stato croato puro. I primi a essere costretti a lasciare la NDH furono i veterani di guerra del fronte macedone della prima guerra mondiale residenti in Slavonia e Sirmia. Verso la metà del 1941, 5 000 serbi furono espulsi nella Serbia occupata dai tedeschi. Il piano generale prevedeva la deportazione delle figure apicali per favorire la nazionalizzazione delle loro proprietà e quindi riuscire a manipolare più facilmente i serbi rimasti.
(Mile Budak, Ministro del governo NDH, agosto 1941.)
Gli ustascia presentarono questa misura come necessaria per la creazione di uno stato-nazione socialmente funzionale, giustificando i loro piani paragonandolo con lo scambio di popolazione del 1923 tra la Grecia e la Turchia. Gli ustascia istituirono i campi di contenimento con l'obiettivo di concentrare il maggior numero di persone in vista della loro deportazione, e nel contempo il governo della NDH creò l'apposito Ufficio di colonizzazione per il reinsediamento dei croati nei territori bonificati. Durante l'estate del 1941, le espulsioni furono attuate con la partecipazione della popolazione locale; molti rappresentanti delle élite locali, compresi i musulmani bosniaci di Bosnia ed Erzegovina e i tedeschi in Slavonia e Sirmia, svolsero un ruolo attivo nell'espulsione.
Si stima che 120 000 serbi furono deportati dalla NDH nella Serbia occupata dai tedeschi, e 300 000 persone fuggirono nel 1943. Alla fine di luglio 1941, secondo le autorità tedesche in Serbia, 180 000 serbi disertarono dalla NDH verso la Serbia e alla fine di settembre il numero superò le 200 000 unità. Nello stesso periodo, altre 14733 persone furono trasferite legalmente dalla NDH in Serbia. A sua volta, la NDH dovette accogliere più di 200 000 rifugiati sloveni forzatamente sfrattati dalle loro case nell'ambito del piano tedesco di annessione di alcuni territori sloveni. Nell'ottobre 1941, la migrazione organizzata fu interrotta poiché le autorità tedesche in Serbia proibirono ulteriori flussi migratori di serbi. Secondo la documentazione del Commissariato per i rifugiati e gli immigrati di Belgrado, nel 1942 e 1943 si verificarono ancora partenze illegali di individui dalla NDH verso la Serbia, stimate a 200 000 unità, sebbene queste cifre siano incomplete.

## Persecuzione religiosa

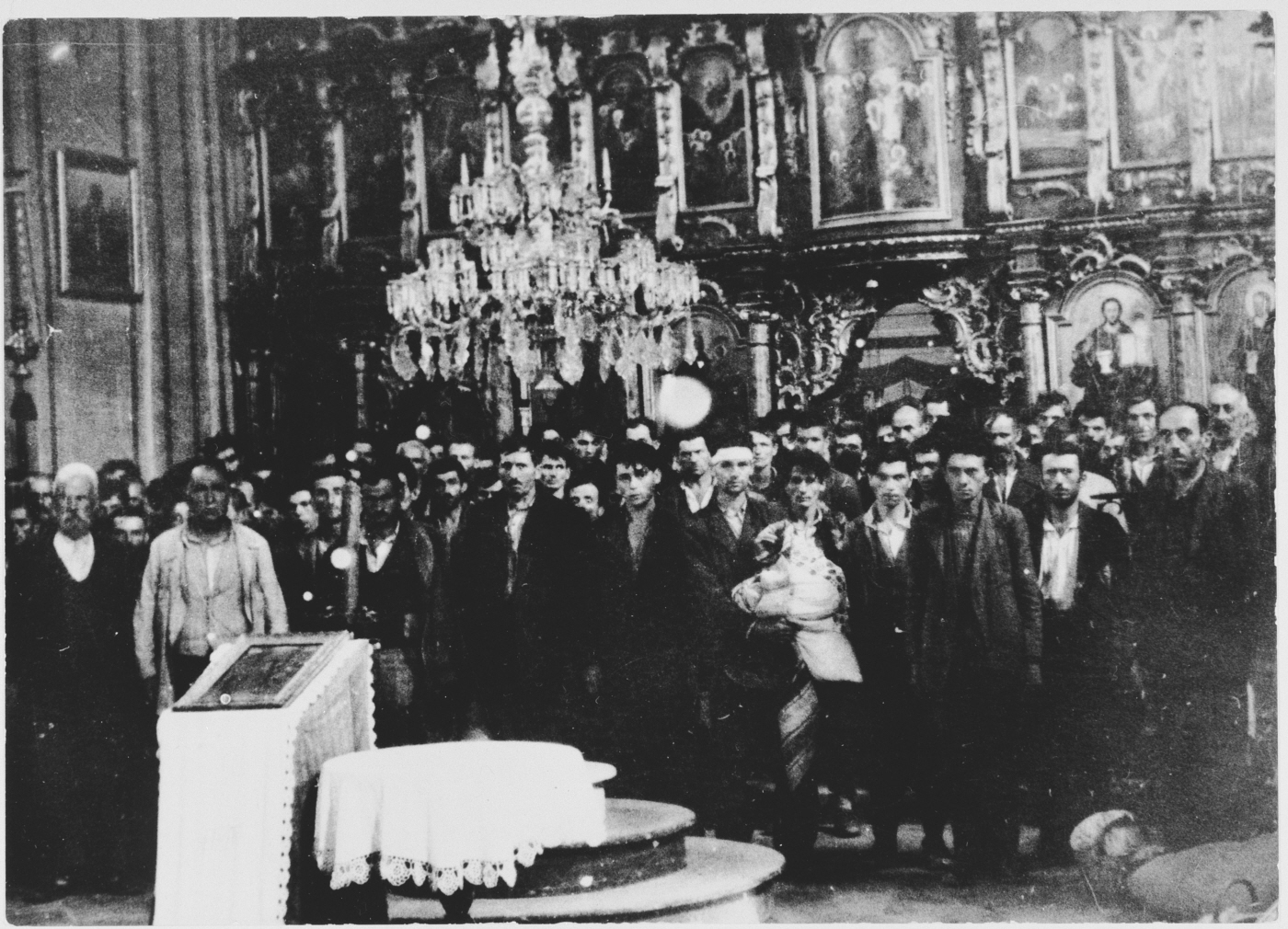
Gruppo di civili serbi convertiti con la forza in una chiesa di Glina.

Gli ustascia considerarono la religione e la nazionalità strettamente correlate; mentre il cattolicesimo e l'islam erano riconosciuti come religioni nazionali croate (i musulmani bosniaci erano considerati croati), l'ortodossia orientale era considerata intrinsecamente incompatibile con il progetto di nazione croata perché identificata come serba (prima del 1920, le diocesi ortodosse in gran parte dei territori croati appartenevano al patriarcato di Karlovci). In una certa misura, la campagna di terrore potrebbe essere interpretata in maniera simile alle crociate medievali.
Il 3 maggio 1941, fu approvata la legge sulle conversioni religiose per spingere i serbi a convertirsi al cattolicesimo e quindi ad adottare l'identità croata. Questo provvedimento fu adottato alla vigilia dell'incontro a Roma tra Pavelić e Papa Pio XII. La Chiesa cattolica in Croazia, guidata dall'arcivescovo Aloysius Stepinac, accolse e adottò questa legge integrandola nella Chiesa. La locuzione "ortodosso serbo" fu bandita a metà maggio per incompatibilità con l'ordinamento statale e fu sostituita con "fede greco-orientale". Alla fine del settembre 1941, fu espulsa la metà del clero serbo-ortodosso, cioè circa 335 sacerdoti.
Per cancellare ogni traccia della storia serba e della religione ortodossa, furono rase al suolo le chiese (alcune delle quali risalenti al 1200 e 1300) o profanate perché usate come stalle o fienili ecc.
(Mile Budak, 13 luglio 1941.)
La propaganda ustascia legittimò la persecuzione esibendo la storica lotta cattolico-ortodossa per il dominio in Europa e l'intolleranza cattolica verso gli "scismatici". Dopo l'insurrezione serba del luglio 1941, la Direzione statale per la rigenerazione lanciò nell'autunno un programma volto alla conversione forzata dei serbi. Già in estate, gli ustascia avevano chiuso o distrutto la maggior parte delle chiese e dei monasteri ortodossi serbi e deportato, imprigionato o assassinato i sacerdoti e i vescovi ortodossi. Tra maggio e dicembre 1941 furono uccisi oltre 150 sacerdoti serbi ortodossi. Le conversioni erano destinate a rendere croata e distruggere definitivamente la Chiesa serba ortodossa. Il sacerdote cattolico romano Krunoslav Draganović sostenne che molti cattolici si convertirono all'ortodossia durante i secoli XVI e XVII, tesi che fu poi sfruttata come base per il programma di conversione degli ustascia.
La politica di conversione aveva un aspetto particolare: solo i serbi non istruiti erano ammissibili alla conversione, poiché si presumeva che i contadini analfabeti avessero meno identità serba/ortodossa. Le persone con istruzione superiore, e soprattutto il clero ortodosso, non erano ammissibili, ma anzi furono selezionate per l'espulsione o lo sterminio, come afferma Robert B. McCormick.
Il Vaticano non si oppose alle conversioni forzate. Il 6 febbraio 1942, Papa Pio XII ricevette privatamente 206 membri ustascia in uniforme e impartì loro la benedizione, sostenendone simbolicamente le azioni. L'8 febbraio 1942, l'inviato presso la Santa Sede, Nikola Rusinović, dichiarò che "la Santa Sede gioiva" delle conversioni forzate. In una lettera del 21 febbraio 1942 indirizzata al cardinale Luigi Maglione, il segretario della Santa Sede incoraggiò i vescovi croati ad accelerare le conversioni e affermò anche che il termine "ortodosso" doveva essere sostituito con i termini "apostata" o "scismatico". Molti sacerdoti cattolici fanatici si unirono agli ustascia, benedicendo e sostenendo il loro operato, anche partecipando attivamente negli omicidi e nelle conversioni.
Nel 1941-1942, circa 200 000 o 240 000-250 000 serbi si convertirono al cattolicesimo, anche se la maggior parte di loro solo temporaneamente. I convertiti furono uccisi comunque, spesso nelle stesse chiese dove erano stati precedentemente battezzati. Complessivamente, l'85% del clero serbo-ortodosso fu ucciso o espulso. Solo a Lika, Kordun e Banija, furono chiuse, distrutte o saccheggiate 172 chiese ortodosse serbe.
L'Enciclopedia dell'Olocausto ha descritto come la conferenza episcopale riunita a Zagabria nel novembre 1941 non fosse stata disposta a denunciare le conversioni forzate dei serbi avvenute nell'estate del 1941, né a condannare le persecuzioni e le uccisioni di serbi ed ebrei. Molti sacerdoti cattolici in Croazia approvarono e sostennero le operazioni su larga scala degli ustascia contro la Chiesa ortodossa serba, e la gerarchia cattolica non pronunciò alcuna condanna dei crimini, né pubblicamente né privatamente. La Chiesa cattolica croata e il Vaticano considerarono le politiche ustascia contro i serbi come vantaggiose per il cattolicesimo romano.

### Conversione al cattolicesimo greco
Oltre alla Chiesa cattolica e all'Islam, il governo della NDH riconobbe ufficialmente un'altra comunità religiosa: la Chiesa greco-cattolica. Fondata in Croazia nel XVII secolo e in piena comunione con Roma, questa Chiesa ebbe origine dai serbi ortodossi che abbracciarono le cosiddette "Chiese uniate", conservando il rito bizantino pur mantenendo alcuni aspetti della dottrina cattolica. Sebbene inizialmente questa comunità religiosa ricevesse lo stesso sostegno finanziario della Chiesa cattolica, in particolare per la manutenzione delle sue strutture religiose, le autorità ustascia nutrivano comunque una visione piuttosto ostile nei confronti del proselitismo greco-cattolico. La situazione cambiò bruscamente dopo una rivolta di massa dei serbi in reazione alla loro persecuzione, che portò la NDH ad autorizzare la loro conversione al cattolicesimo greco. A partire dalla fine del 1941, i greco-cattolici furono autorizzati a rilevare le chiese ortodosse e a creare nuove parrocchie; il diritto di convertire i serbi ortodossi fu concesso da Papa Pio XII in persona. Di conseguenza, sebbene i convertiti e il clero della "Chiesa uniate" fossero occasionalmente perseguitati dai comandanti ustascia, la Chiesa greco-cattolica croata beneficiò della repressione dei serbi almeno quanto la Chiesa cattolica e sostenne il regime della NDH allo stesso modo.

### La "Chiesa ortodossa croata"
In seguito alla controversia suscitata dalla conversione forzata, il 3 aprile 1942, il governo promulgò una legge che istituì la Chiesa ortodossa orientale croata, con l'intenzione di sostituire le istituzioni della Chiesa ortodossa serba. Secondo lo "Statuto della Chiesa ortodossa croata" approvato il 5 giugno, la Chiesa era "indivisibile nella sua unità e autocefalia". A giugno dello stesso anno, l'emigrato bianco russo Germogen Maximov, arcivescovo della Chiesa ortodossa russa fuori dalla Russia, fu intronizzato come suo primate. Tale istituzione fu motivata per cercare di pacificare lo stato e quindi "croatizzare" la restante popolazione serba una volta che gli ustascia capirono che l'eliminazione totale dei serbi dalla NDH fosse un progetto irrealizzabile. La persecuzione dei serbi continuò comunque anche se con minore intensità.

### Persecuzione del clero serbo-ortodosso

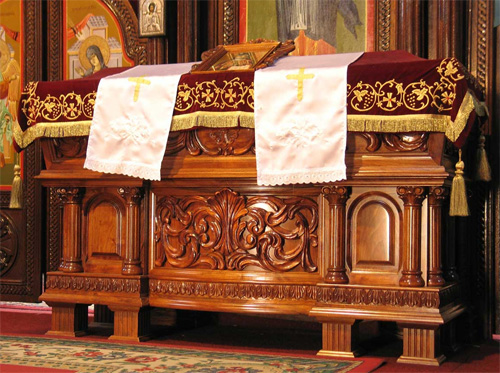
Le reliquie di Platone Jovanović nella chiesa della Santissima Trinità a Banja Luka.

I vescovi delle diocesi della Chiesa serba ortodossa nello Stato indipendente di Croazia furono presi di mira durante le persecuzioni religiose. Il 5 maggio 1941, gli ustascia torturarono a morte Platone Jovanović di Banja Luka. Il 12 maggio, fu ucciso il vescovo Petar Zimonjić, metropolita dell'eparchia di Dabar-Bosnia, stessa sorte a metà agosto per il vescovo Sava Trlajić. Dositej Vasić, metropolita di Zagabria e Lubiana, morì nel 1945 in seguito alle ferite subite per le torture inflitte. Nikola Jovanović, vescovo dell'eparchia di Zahumlje e Erzegovina, morì nel 1944 per le percosse subite. Irinej Đorđević, vescovo dell'eparchia di Dalmazia fu internato in Italia. Nell'aprile 1941, nella NDH rimasero 577 persone tra sacerdoti, monaci e altri dignitari religiosi serbi-ortodossi: entro dicembre non rimase nessuno, ne furono uccisi circa 217, 334 esiliati, 18 riuscirono a fuggire e 5 morirono per cause naturali. In Bosnia ed Erzegovina, durante la guerra, furono uccisi 71 sacerdoti ortodossi dagli ustascia, 10 dai partigiani, 5 dai tedeschi, e 45 sono morti nel primo decennio dopo la fine della seconda guerra mondiale.
Secondo i dati della Chiesa serba ortodossa, su circa 700 chierici e monaci presenti nel territorio della NDH, 577 furono perseguitati, di questi 217 uccisi, 334 deportati in Serbia, 3 arrestati, 18 fuggiti e 5 morti (successivamente) dalle conseguenze della tortura.

### Il ruolo di Aloysius Stepinac
Il cardinale Aloysius Stepinac fu l'arcivescovo di Zagabria durante la seconda guerra mondiale e giurò fedeltà alla NDH. Gli studiosi ancora dibattono sul coinvolgimento di Stepinac con il regime ustascia. Mark Biondich ha affermato che Stepinac non fu un "ardente sostenitore" del regime degli ustascia che legittimasse la loro politica, né un "avversario dichiarato" che denunciò pubblicamente i loro crimini. Sebbene alcuni membri del clero siano stati responsabili di crimini di guerra in nome della Chiesa cattolica, Stepinac perseguì una prudente ambivalenza. Fu un sostenitore dell'obiettivo di creare una Croazia cattolica, ma ben presto cominciò a mettere in dubbio l'opera di conversione forzata del regime.
Lo storico Tomasevich ha elogiato le dichiarazioni dell'arcivescovo Stepinac contro il regime ustascia, così come le sue azioni. Tuttavia, ha anche evidenziato che queste dichiarazioni presentassero delle lacune rispetto alle azioni genocide degli ustascia contro i serbi e la Chiesa ortodossa serba. Stepinac non condannò pubblicamente il genocidio contro i serbi prima della guerra, come invece avrebbe fatto in seguito. Tomasevich ha dichiarato che il coraggio dimostrato da Stepinac gli fece guadagnare grande ammirazione tra i croati anti-ustascia, pur scontando l'ostilità degli ustascia e di Pavelić in persona. Nelle prime fasi della guerra, sostenne con forza l'idea di uno stato jugoslavo federale. Era noto che Stepinac e Pavelić si odiassero reciprocamente, anche i tedeschi lo consideravano filo-occidentale e "amico degli ebrei", elemento che evidenziò l'ostilità delle forze tedesche e italiane.
Il 14 maggio 1941, Stepinac ricevette la notizia di un massacro compiuto dagli ustascia contro i villaggi serbi a Glina. Lo stesso giorno scrisse a Pavelić una lettera privata di protesta dicendo:
Più tardi nel 1942 e 1943, Stepinac iniziò a esprimersi più apertamente contro i genocidi ustascia, dopo che la maggior parte dei massacri erano già avvenuti, e quando fu palese la sconfitta dei nazisti e degli ustascia. Nel maggio 1942, Stepinac si pronunciò contro il genocidio, menzionando gli ebrei e i rom, ma non i serbi.
Tomasevich scrisse che Stepinac debba essere lodato per le sue azioni contro il regime, contrariamente all'incapacità della gerarchia cattolica croata e del Vaticano di condannare pubblicamente il genocidio, posizione che "non può essere difesa dal punto di vista dell'umanità, della giustizia e della decenza comune". Nel suo diario, Stepinac annotò che "serbi e croati provengono da due mondi diversi, il polo nord e il polo sud, che non si uniranno mai finché uno di loro rimarrà in vita", insieme ad altre opinioni simili. Lo storico Ivo Goldstein descrisse Stepinac come simpatizzante verso le autorità ustascia e ambiguo verso le leggi razziali, così come egli era "un uomo con molti dilemmi in un periodo storico inquietante". Stepinac si risentì della conversione dei circa 200 000 cattolici croati all'ortodossia avvenuta tra le due guerre: riteneva che fosse stata imposta dalle condizioni politiche del momento. Nel 2016 la riabilitazione di Stepinac da parte della Croazia fu accolta negativamente in Serbia e nella Repubblica Serba di Bosnia ed Erzegovina.

## Bilancio delle vittime e classificazione del genocidio

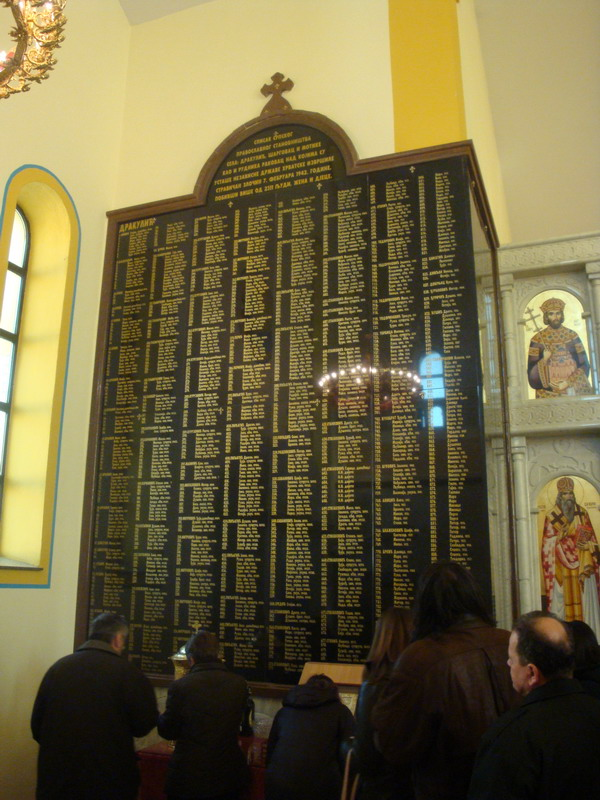
Targa commemorativa a Drakulić per le vittime dei massacri a Banja Luka.

L'USHMM afferma che "determinare il numero di vittime in Jugoslavia, in Croazia e a Jasenovac è altamente problematico, a causa della distruzione di molti documenti, dell'impossibilità di accedere agli archivi sopravvissuti da parte degli studiosi indipendenti, e dalle agende ideologiche della scienza e del giornalismo del dopoguerra".
Negli anni '80, i calcoli delle vittime della guerra in Jugoslavia furono tenuti dallo statistico serbo Bogoljub Kočović e dal demografo croato Vladimir Žerjavić. Tomasevich ha descritto i loro studi come obiettivi e affidabili. Kočović stimò che 370 000 serbi, sia combattenti che civili, sono morti nella NDH durante la guerra. Con un margine di errore possibile di circa il 10%, ha osservato che le perdite serbe non possono essere superiori a 410 000 individui. Non fornì una stima del numero di serbi uccisi dagli ustascia, osservando che nella maggior parte dei casi sarebbe impossibile categorizzare le vittime. Žerjavić stimò che il numero totale di serbi morti nella NDH fu di 322 000 persone, divisi in 125 000 combattenti e 197 000 civili; 78 000 civili morirono in prigioni, fosse e campi ustascia, tra cui Jasenovac, 45 000 civili uccisi dai tedeschi, 15 000 civili uccisi dagli italiani, 34 000 civili uccisi in battaglia e 25 000 civili morirono di tifo. Il numero di vittime nel campo di concentramento di Jasenovac rimane un argomento dibattuto, alcune stime indicano un totale di circa 100 000 persone, di cui circa la metà serbi.
Durante la guerra, come anche durante gli anni di Tito, furono fornite varie stime delle perdite complessive in Iugoslavia. Anche le stime dei memoriali dell'Olocausto differiscono. Lo storico Jozo Tomasevich affermò che il numero esatto delle vittime in Jugoslavia è impossibile da determinare. L'accademica Barbara Jelavich cita però la stima di Tomasevich secondo cui 350 000 serbi furono uccisi dal governo ustascia. Lo storico Rory Yeomans riferisce che le stime più conservatrici attestano l'uccisione di 200 000 serbi, ma il numero effettivo di serbi giustiziati o periti nei campi di concentramento ustascia potrebbe raggiungere le 500 000 unità. In un'opera del 1992, Sabrina Ramet cita la cifra di 350 000 serbi "liquidati" da "Pavelić e dagli scagnozzi ustascia". Nel 2006, Ramet stimò che almeno 300 000 serbi furono "massacrati dagli ustascia". Nel suo libro del 2007 "Lo Stato indipendente della Croazia 1941-45", Ramet riporta le cifre complessive di Žerjavić per le perdite serbe nella NDH. Marko Attila Hoare scrive che "forse quasi 300 000 serbi" morirono a causa del genocidio degli ustascia e delle politiche naziste.

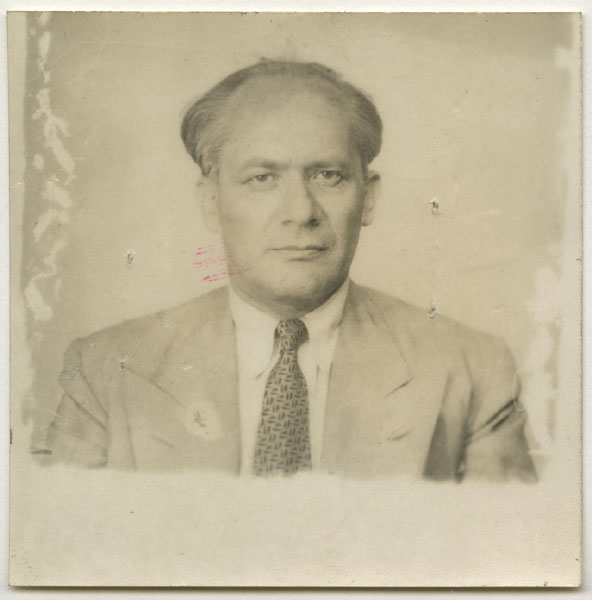
Raphael Lemkin, promotore della Convenzione sul genocidio.

Tomislav Dulić ha dichiarato che i serbi nella NDH subirono le più alte percentuali di vittime in Europa durante la seconda guerra mondiale. Lo storico americano Stanley G. Payne affermò che le esecuzioni dirette e indirette da parte del regime NDH furono un "crimine di massa straordinario", che in proporzione superava qualsiasi altro regime europeo ad eccezione del Terzo Reich di Hitler e che i crimini commessi nella NDH sono stati proporzionalmente superati solo dai Khmer rossi in Cambogia e dai regimi africani. Raphael Israeli ha scritto che le "operazioni di genocidio su larga scala, in proporzione alla sua piccola popolazione, rimangono quasi uniche negli annali dell'Europa in tempo di guerra."
In Serbia, come pure agli occhi dei serbi, le atrocità degli ustascia costituirono un genocidio. Molti storici e autori descrivono le uccisioni di massa dei serbi da parte del regime come un genocidio, incluso Raphael Lemkin, noto per aver coniato la parola genocidio e per aver promosso la Convenzione sul genocidio. La storica croata Mirjana Kasapović ha spiegato che nei più importanti lavori scientifici sul genocidio, i crimini contro i serbi, gli ebrei e i rom nella NDH sono inequivocabilmente classificati come genocidio.
Yad Vashem ha dichiarato che gli "ustascia hanno compiuto il genocidio serbo, sterminando oltre 500 000 persone, espellendone 250 000 e costringendo altri 250 000 a convertirsi al cattolicesimo". Anche il Simon Wiesenthal Center ha menzionato i leader dello Stato indipendente della Croazia che hanno commesso genocidio contro serbi, ebrei e rom. Anche i presidenti della Croazia, Stjepan Mesić e Ivo Josipović, nonché Bakir Izetbegović e Željko Komšić, hanno descritto la persecuzione dei serbi nello Stato indipendente di Croazia come un genocidio.

## Conseguenze
Le autorità comuniste jugoslave non impiegarono il campo di Jasenovac come gli altri campi di concentramento europei, probabilmente a causa delle già difficili relazioni serbo-croate. Erano consapevoli che le tensioni etniche originate dal conflitto avrebbero potuto destabilizzare il nuovo regime comunista, cercarono quindi di nascondere le atrocità avvenute nel periodo bellico e di mascherare le perdite etniche specifiche. Il governo di Tito perseguì l'obiettivo di sanare queste ferite e di forgiare "la fratellanza e l'unità" tra i popoli. Tito stesso fu invitato a visitare il campo di Jasenovac, ma senza successo.
Il genocidio non fu adeguatamente analizzato nel dopoguerra, perché il governo comunista jugoslavo non aiutò le ricerche degli studiosi. Marko Attila Hoare e Mark Biondich hanno osservato che gli storici occidentali non dedicarono sufficiente attenzione al genocidio commesso dagli ustascia, mentre diversi altri studiosi lo descrivono come un genocidio meno noto.
La seconda guerra mondiale e soprattutto i suoi conflitti etnici sono stati considerati strumentali nelle successive guerre jugoslave (1991-95).

### Processi
Mile Budak e numerosi altri membri del governo NDH furono giustiziati, tra cui Nikola Mandić e Julije Makanec, processati e condannati per alto tradimento e crimini di guerra dalle autorità comuniste jugoslave. Miroslav Filipović, comandante dei campi di Jasenovac e Stara Gradiška, fu riconosciuto colpevole di crimini di guerra, condannato a morte e impiccato.
In molti riuscirono a fuggire prevalentemente verso l'America Latina, compreso Ante Pavelić. Alcuni dei fuggitivi furono bloccati grazie all'Operazione Gvardijan: Ljubo Miloš, comandante del campo di Jasenovac, fu catturato e giustiziato. Aloysius Stepinac, fu condannato perché colpevole di alto tradimento e della conversione forzata al cattolicesimo dei serbi ortodossi. Alcuni studiosi sostengono che il processo sia stato "condotto con la procedura legale appropriata".
Nel suo giudizio sul processo degli ostaggi, il Tribunale militare di Norimberga concluse che la NDH non fu un'entità sovrana in grado di agire indipendentemente dall'esercito tedesco, nonostante il riconoscimento di Stato indipendente da parte delle potenze dell'Asse. Secondo il Tribunale, "la Croazia è stata in ogni momento coinvolta alla pari di un paese occupato". La convenzione per la prevenzione e la punizione del crimine di genocidio non era ancora in vigore all'epoca, fu adottata all'unanimità dall'Assemblea generale delle Nazioni Unite il 9 dicembre 1948, entrò in vigore dal 12 gennaio 1951.
Andrija Artuković, all'epoca ministro della NDH e firmatario delle leggi razziali, fuggì negli Stati Uniti. Fu estradato in Jugoslavia nel 1986 per essere processato dal tribunale di Zagabria: fu riconosciuto colpevole di numerosi omicidi di massa nella NDH e condannato a morte, ma la pena capitale non fu eseguita a causa della sua età avanzata e delle sue precarie condizioni di salute. Il cacciatore di nazisti Efraim Zuroff svolse un ruolo significativo nella cattura di Dinko Šakić, comandante del campo di Jasenovac, negli anni '90. Dopo le pressioni della comunità internazionale, il presidente Franjo Tuđman chiese l'estradizione di Šakić per essere processato in Croazia all'età di 78 anni: fu ritenuto colpevole di crimini di guerra e crimini contro l'umanità, e condannato alla pena massima di 20 anni di reclusione; secondo i ricercatori sui diritti umani Eric Stover, Victor Peskin e Alexa Koenig è stato "il più importante sforzo compiuto dopo la guerra fredda per rendere criminalmente responsabile un nazista sospettato di crimini di guerra in un ex paese comunista dell'Europa orientale".

### Ratline, terrorismo e assassinii
Con la liberazione della Jugoslavia, molti capi ustascia si rifugiarono nel collegio di San Girolamo degli Illirici nei pressi del Vaticano. Il sacerdote cattolico e ustascia Krunoslav Draganović orchestrò la fuga dei ricercati dal collegio. Il Dipartimento di Stato e il Counter Intelligence Corps degli Stati Uniti aiutarono i criminali nella fuga, collaborarono con Draganović (che in seguito aiutò l'intelligence americana) nell'espatrio degli ustascia all'estero. Molti dei responsabili degli omicidi di massa si rifugiarono principalmente in Sud America, ma anche in Portogallo, Spagna e Stati Uniti. Luburić fu assassinato in Spagna nel 1969 da un agente dell'UDBA; Artuković visse in Irlanda e in California fino all'estradizione nel 1986, morì per cause naturali in carcere; Dinko Šakić e sua moglie Nada vissero in Argentina fino all'estradizione nel 1998, Dinko morì in prigione e sua moglie fu rilasciata. Draganović organizzò anche il volo del comandante della Gestapo Klaus Barbie in Bolivia.
In alcuni ambienti legati alla diaspora croata, gli ustascia sono stati considerati eroi. Gruppi terroristici di emigrati ustascia (come la Fratellanza rivoluzionaria croata e la Resistenza nazionale croata) furono protagonisti di omicidi e attentati, nonché dei dirottamenti aerei.

## Polemiche e smentite

### Negazionismo storico
Alcuni croati, compresi gli esponenti politici, cercarono di minimizzare l'entità del genocidio perpetrato contro i serbi. La storica Mirjana Kasapović ha concluso che esistono tre principali strategie di revisionismo storico all'interno della storiografia ufficiale croata:
- la NDH fu uno stato sfruttato all'epoca per il controspionaggio;
- non furono commessi crimini di massa nella NDH, soprattutto il genocidio;
- il campo di Jasenovac fu solo un campo di lavoro e non un campo di sterminio.[256]

Nel 1989, il futuro presidente della Croazia, Franjo Tuđman abbracciò il nazionalismo croato e pubblicò "Horrors of War: Historical Reality and Philosophy", in cui contestò il numero ufficiale di vittime uccise dagli ustascia durante la guerra. Nel suo libro, Tuđman sostenne che a Jasenovac morirono tra 30 000 e 40 000 persone. Alcuni studiosi e osservatori accusarono Tuđman di affermazioni razziste, di "flirtare con le idee associate al movimento ustascia" e di aver nominato alcuni ex funzionari ustascia per incarichi politici e militari, nonché di minimizzare il numero di vittime del genocidio nella NDH.
Dal 2016, alcuni gruppi antifascisti e leader delle comunità serbe, rom ed ebraiche della Croazia insieme a ex alti funzionari croati, boicottarono la commemorazione ufficiale per le vittime del campo di concentramento di Jasenovac perché, come dichiarato, le autorità croate si rifiutarono di denunciare esplicitamente l'eredità degli ustascia oltre ad aver minimizzato i crimini commessi dagli ustascia.

### Distruzione dei monumenti commemorativi
Dopo l'indipendenza della Croazia furono distrutti circa 3 000 monumenti dedicati alla resistenza antifascista e alle vittime del fascismo. Secondo l'associazione croata dei veterani della seconda guerra mondiale, queste azioni non furono spontanee, ma anzi un'attività pianificata e svolta con la complicità del partito al governo, dello Stato e della Chiesa. Lo status di sito commemorativo di Jasenovac fu declassato a parco naturale e il parlamento ne tagliò i finanziamenti. Nel settembre 1991, le forze croate fecero irruzione nel sito del memoriale e vandalizzarono l'edificio del museo, mentre le esposizioni e la documentazione furono distrutte, danneggiate e saccheggiate. Nel 1992, la Repubblica di Serbia e Montenegro inoltrò una protesta formale alle Nazioni Unite e all'UNESCO, segnalando la devastazione del complesso commemorativo. La missione di monitoraggio della Comunità europea visitò il centro commemorativo e confermò i danni.

## Commemorazione

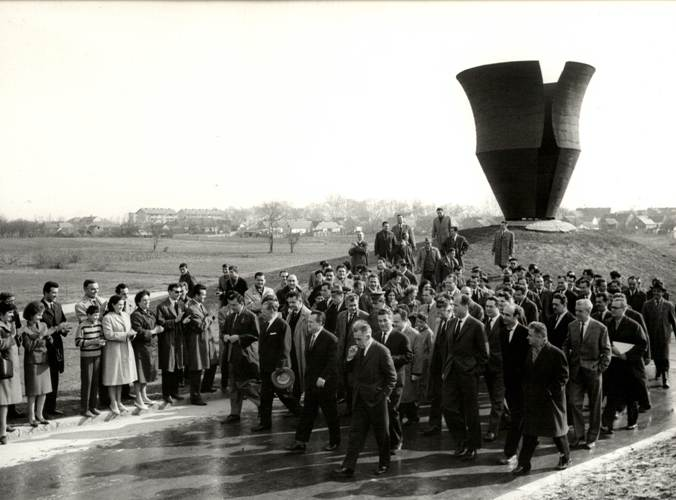
Josip Tito visita il parco commemorativo di Sremska Mitrovica dedicato alle vittime della Sirmia.

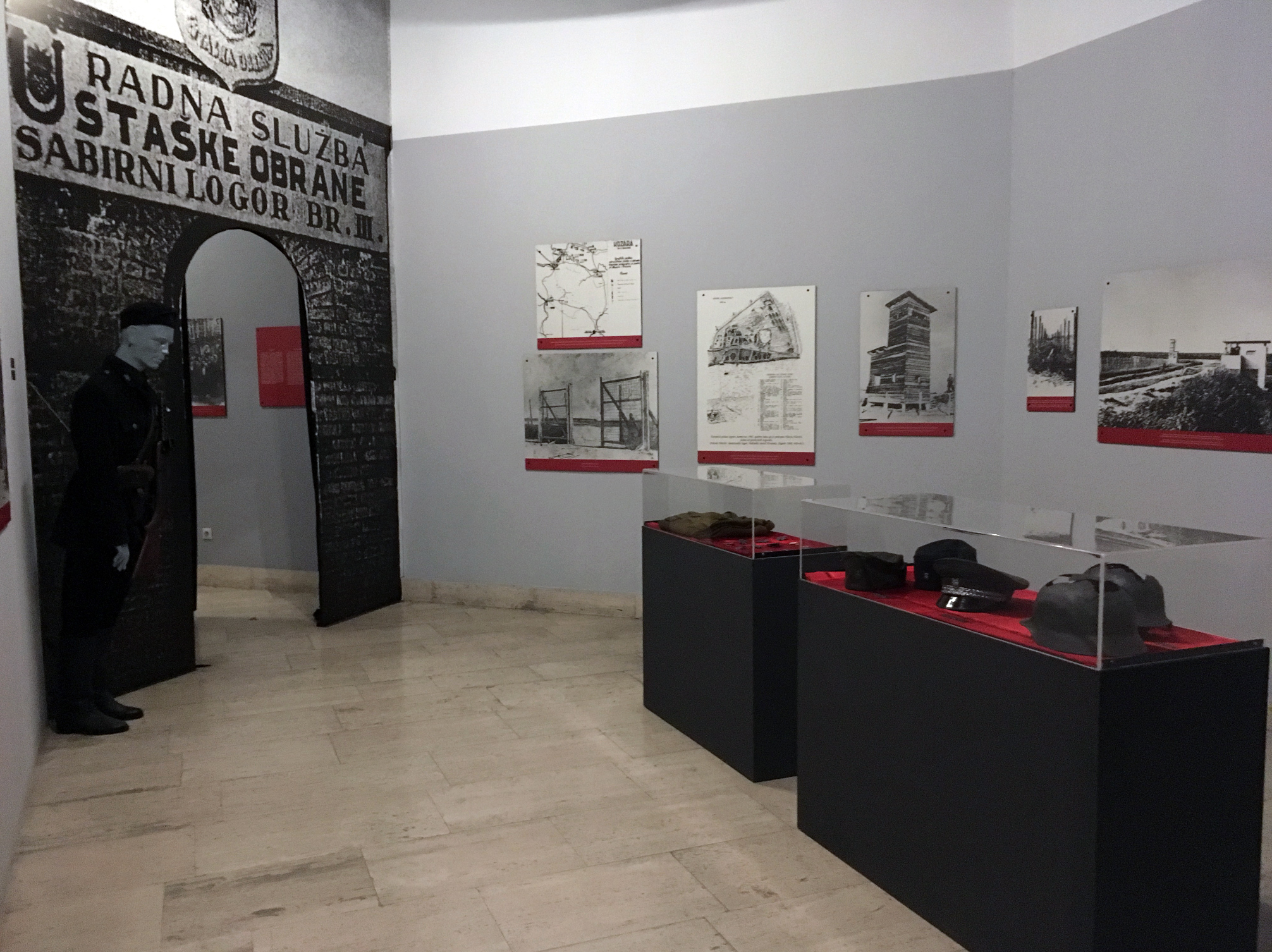
La mostra dedicata alle vittime di Jasenovac.

Nel dopoguerra, la Chiesa ortodossa serba considerò martiri le vittime serbe del genocidio, commemora i Santi Martiri di Jasenovac il 13 settembre.
Il presidente israeliano Moshe Katsav visitò il sito di Jasenovac nel 2003. Il suo successore, Shimon Peres, rese omaggio alle vittime del campo di Jasenovac durante una visita il 25 luglio 2010 e depose una corona commemorativa. Peres definì i crimini degli ustascia una "dimostrazione di puro sadismo".
Il museo commemorativo di Jasenovac riaprì nel novembre 2006 con una nuova esposizione progettata dall'architetto croato Helena Paver Njirić e un centro educativo, progettato dalla ditta Produkcija: presenta un interno realizzato con moduli in acciaio rivestiti di gomma, schermi per i video e pannelli per le proiezioni, teche per l'esposizione degli artefatti del campo. Sopra lo spazio espositivo, piuttosto buio, si estende una struttura realizzata in pannelli di vetro con i nomi delle vittime.
Lo New York City Parks Department, lo Holocaust Park Committee e lo Jasenovac Research Institute, con l'aiuto dell'allora deputato Anthony Weiner, istituirono un monumento pubblico alle vittime di Jasenovac nell'aprile 2005, in occasione del sessantesimo anniversario della liberazione dei campi. Alla cerimonia di inaugurazione parteciparono dieci sopravvissuti dell'Olocausto jugoslavo, oltre ai diplomatici provenienti da Serbia, Bosnia e Israele. Rimane l'unico monumento pubblico alle vittime di Jasenovac al di fuori dei Balcani.
Il 22 aprile, anniversario della fuga dei prigionieri dal campo di Jasenovac, la Serbia celebra il Giorno della memoria nazionale dell'Olocausto, del genocidio della seconda guerra mondiale e delle altre vittime dei crimini fascisti, mentre la Croazia celebra una commemorazione ufficiale al Memoriale di Jasenovac. La Repubblica Serba di Bosnia ed Erzegovina tiene una commemorazione nella zona memoriale di Donja Gradina, ovvero nella parte oltre la Sava, un tempo unico spazio commemorativo, ma oggi diviso anche nel ricordo.
Nel 2018, fu organizzata la mostra intitolata "Jasenovac - Il diritto alla memoria" presso la sede delle Nazioni Unite a New York in occasione del Giorno della Memoria, con l'obiettivo di promuovere la cultura della memoria dei serbi, ebrei, rom e antifascisti vittime dell'Olocausto e del genocidio nel campo di Jasenovac. Il 22 aprile 2020, il presidente serbo Aleksandar Vučić visitò in forma ufficiale il parco commemorativo di Sremska Mitrovica, dedicato alle vittime del genocidio nella Sirmia.
Dal 2009 il Consiglio nazionale serbo, la comunità ebraica in Croazia e gli antifascisti del luogo organizzano delle cerimonie di commemorazione delle vittime del campo di concentramento di Jadovno, mentre il 24 giugno è stato designato come "Giorno della memoria del campo di Jadovno" in Croazia. Il 26 agosto 2010, in occasione del 68° anniversario della liberazione parziale del campo di Jastrebarsko, furono commemorate le vittime in una cerimonia presso il monumento nel cimitero di Jastrebarsko con la partecipazione di sole 40 persone, principalmente membri dell'Unione dei combattenti antifascisti e antifascisti della Repubblica di Croazia. Il governo della Repubblica Serba di Bosnia ed Erzegovina celebra una commemorazione nel sito del memoriale delle vittime dei massacri degli ustascia nella valle del fiume Drina.

## Nella cultura di massa

### Letteratura
- Jama, poesia di Ivan Goran Kovačić, condanna i crimini degli ustascia;[311]
- Orlovi rano lete, scritto da Branko Ćopić, romanzo sul ruolo avuto dai bambini nell'aiutare i partigiani nella resistenza contro gli ustascia;[312]
- Konclogor na Savi, racconto di Ilija Jakovljević.

### Arte

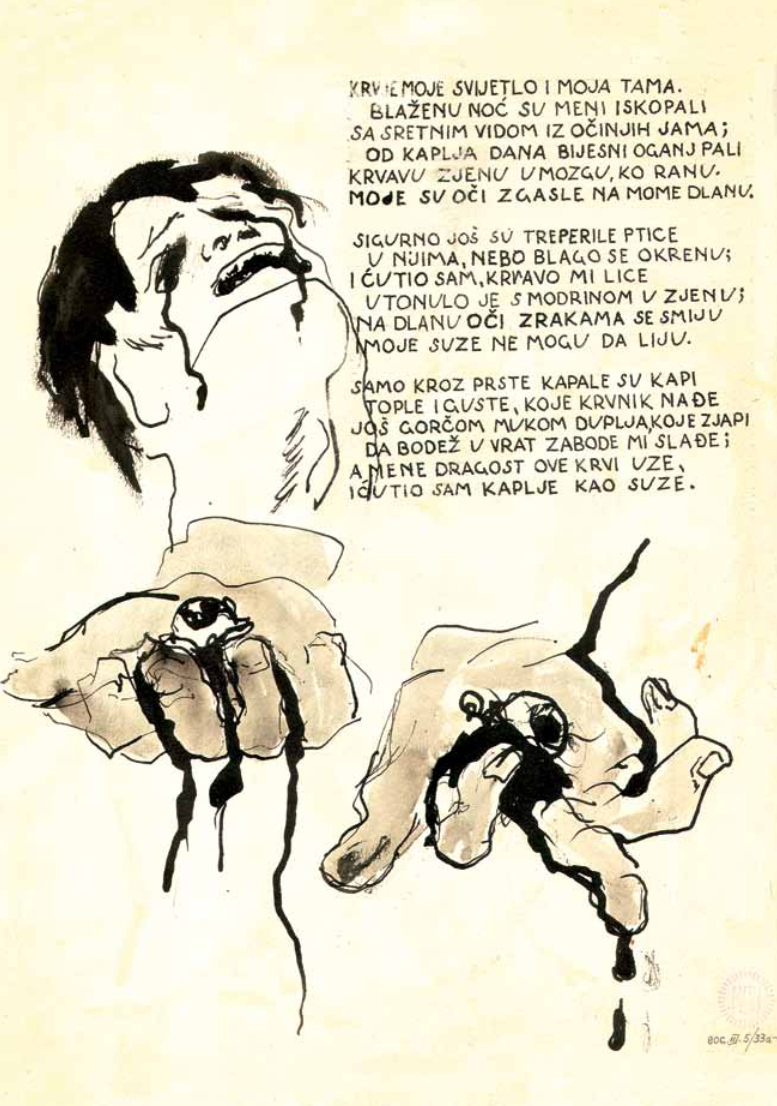
L'illustrazione di Zlatko Prica e Edo Murtić con i versi della poesia di Ivan Goran Kovačić Jama.

- Zlatko Prica e Edo Murtić hanno illustrato alcune scene del poema Jama di Ivan Goran Kovačić.

### Teatro
- Golubnjača, di Jovan Radulović, opera sulle relazioni etniche nei villaggi negli anni successivi ai crimini degli ustascia.[313][314]

### Film
- 1955 - Šolaja, diretto da Vojislav Nanović, film sulla ribellione serba contro il genocidio;
- 1960 - Nono cerchio, film diretto da France Štiglic, alcune scene sono state girate nel campo di Jasenovac;
- 1966 - Orlovi rano lete, film tratto dal romanzo omonimo diretto da Soja Jovanović;
- 1967 - Crne ptice, il film tratta di un gruppo di prigionieri del campo di concentramento di Stara Gradiška, diretto da Eduard Galić;
- 1984 - Kraj rata, il film tratta di un serbo che porta il figlio a uccidere i miliziani ustascia che hanno torturato e ucciso sua moglie e sua madre, diretto da Dragan Kresoja;
- 1988 - Braća po materi, un film sulle atrocità ustascia raccontate attraverso la storia di due fratellastri, un croato e un serbo, diretto da Zdravko Šotra;
- 2016 - Prva trećina - oproštaj kao kazna, cortometraggio sulle stragi di Žile Friganović, diretto da Svetlana Petrov;
- 2019 - Dnevnik Diane Budisavljević, film biografico sull'operazione di soccorso di Diana Budisavljević per salvare oltre 10 000 bambini dai campi di concentramento, diretto da Dana Budisavljević;
- 2020 - Dara iz Jasenovca, film con protagonista una ragazza sopravvissuta al campo di Jasenovac, diretto da Predrag Antonijević.

### Serie TV
- 1981 - Nepokoreni grad, serie televisiva sulla campagna di terrore degli ustascia, diretta da Vanča Kljaković e Eduard Galić.

### Musica
- Alcuni sopravvissuti affermano che il testo della canzone "Ederlezi" è stato scritto su un treno che portava i prigionieri da Sarajevo al campo di Jasenovac.[315]
- Thompson, gruppo rock croato, ha suscitato diverse polemiche per la loro presunta glorificazione del regime ustascia nelle loro canzoni e nei loro concerti, la canzone più conosciuta è "Jasenovac i Gradiška Stara".[316][317]

### Libri
- Smilja Avramov, Genocide in Yugoslavia, BIGZ, 1995, ISBN 978-86-13-00798-2.
- Pino Adriano e Giorgio Cingolani, Nationalism and Terror: Ante Pavelić and Ustasha Terrorism from Fascism to the Cold War, Central European University Press, 2018, ISBN 978-9-63386-206-3.
- Catherine Baker, The Yugoslav Wars of the 1990s, Macmillan International Higher Education, 2015, ISBN 978-1-137-39899-4.
- Nevenko Bartulin, The Racial Idea in the Independent State of Croatia: Origins and Theory, BRILL, 2013, ISBN 978-90-04-26282-9.
- (FR) Dušan T. Bataković (a cura di), Histoire du peuple serbe, Lausanne, L'Age d'Homme, 2005.
- Alex J. Bellamy, The Formation of Croatian National Identity: A Centuries-Old Dream?, Manchester University Press, 2013, ISBN 978-1-84779-573-1.
- Mark Biondich, Controversies Surrounding the Catholic Church in Wartime Croatia, 1941–45, in The Independent State of Croatia 1941–45, Routledge, 2007,  pp. 31–59.
- Milan Bulajić, Jasenovac: The Jewish–Serbian Holocaust (the role of the Vatican) in Nazi-Ustasha Croatia (1941–1945), Belgrade, Fund for Genocide Research, Stručna knjiga, 2002.
- Milan Bulajić, Tudjman's "Jasenovac Myth": Genocide against Serbs, Jews and Gypsies, Belgrade, Stručna knjiga, 1994a.
- Milan Bulajić, The Role of the Vatican in the break-up of the Yugoslav State: The Mission of the Vatican in the Independent State of Croatia, in Ustashi Crimes of Genocide, Belgrade, Stručna knjiga, 1994b.
- Milan Bulajić, Misija Vatikana u Nezavisnoj Državi Hrvatskoj: "Politika Stepinac" razbijanja jugoslovenske države i pokatoličavanja pravoslavnih Srba po cijenu genocida: stvaranje Civitas Dei—Antemurale Christianitatis, Politika, 1992.
- Milan Bulajić, Never Again: Ustashi Genocide in the Independent State of Croatia (NDH) from 1941-1945, University of Michigan, 1992.
- Milan Bulajić, Tudjman's "Jasenovac Myth": Ustasha Crimes of Genocide, Belgrade, The Ministry of informatoion of the Republic of Serbia, 1992c.
- Milan Bulajić, Ustaški zločini genocida i suđenje Andriji Artukoviću 1986. godine, I–IV, Rad, 1988–1989.
- Dahn A. Batchelor, Whistling in the Face of Robbers: The Life and Times of Dahn A. Batchelor, iUniverse, 2012, ISBN 978-1-4620-2815-3.
- Jovan Byford, Picturing Genocide in the Independent State of Croatia: Atrocity Images and the Contested Memory of the Second World War in the Balkans, Bloomsbury Publishing, 2020, ISBN 978-1-35001-597-5.
- Fotini Christia, Alliance Formation in Civil Wars, Cambridge University Press, 2012, ISBN 978-1-139-85175-6.
- Gojo Riste Dakina, Genocide Over the Serbs in the Independent State of Croatia: Be Catholic Or Die, Institute of Contemporary History, 1994.
- Vladimir Dedijer, The Yugoslav Auschwitz and the Vatican: The Croatian Massacre of the Serbs During World War II, Amherst, Prometheus Books, 1992, ISBN 978-0-87975-752-6.
- Vladimir Dedijer, Vatikan i Jasenovac: dokumenti, Rad, 1987.
- Aleksa Djilas, The Contested Country: Yugoslav Unity and Communist Revolution, 1919–1953, Harvard University Press, 1991, ISBN 978-0-674-16698-1.
- Tomislav Dulić, Utopias of Nation: Local Mass Killing in Bosnia and Herzegovina, 1941–42, Uppsala, Uppsala University Library, 2005, ISBN 978-9-1554-6302-1.
- Veljko Đurić, Прекрштавање Срба у Независној Држави Хрватској: Прилози за историју верског геноцида, Београд, Алфа, 1991.
- Bernd J. Fischer, Balkan Strongmen: Dictators and Authoritarian Rulers of South-Eastern Europe, Purdue University Press, 2007, ISBN 978-1-55753-455-2.
- Venceslav Glišić, Teror i zločini nacističke Nemačke u Srbiji 1941-1944, Belgrade, Rad, 1970.
- Ivo Goldstein, Croatia: A History, C. Hurst & Co. Publishers, 1999, ISBN 978-1-85065-525-1.
- Ivo Goldstein, Holokaust u Zagrebu, Novi liber, 2001, ISBN 978-1-85065-525-1.
- Slavko Goldstein, 1941: The Year That Keeps Returning, New York Review of Books, 2013, ISBN 978-1-59017-700-6.
- Jacob B. Hoptner, Yugoslavia in Crisis, 1934-1941, 1962.
- Ladislaus Hory e Martin Broszat, Der kroatische Ustascha-Staat 1941–1945, Stuttgart, Deutsche Verlags-Anstalt, 1964.
- (DE) Zoran Janjetović, Die Vertreibungen auf dem Territorium des ehemaligen Jogoslawien, in Dieter Bingen, Włodzimierz Borodziej, Stefan Troebst (a cura di), Vertreibungen europäisch erinnern?, Wiesbaden, Otto Harrassowitz Verlag, 2008,  pp. 153–157, ISBN 978-0-231-70050-4.
- Atanasije Jevtić, Velikomučenički Jasenovac: ustaška tvornica smrti: dokumenti i svedočenja, Glas crkve, 1990.
- Slobodan Kljakić, A Conspiracy of Silence: Genocide in the Independent State of Croatia and Concentration Camp Jasenovac, Ministry of Informatoion of the Republic of Serbia, 1991.
- (HR) Nada Kisić Kolanović, NDH i Italija: političke veze i diplomatski odnosi, Naklada Ljevak, 2001, ISBN 978-953-178-460-3.
- Bogoljub Kočović, Sahrana jednog mita: žrtve Drugog svetskog rata u Jugoslaviji, Beograd, Otkrovenje, 2005, ISBN 978-86-83353-39-2.
- Alexander Korb, A Multipronged Attack: Ustaša Persecution of Serbs, Jews, and Roma in Wartime Croatia, in Eradicating Differences: The Treatment of Minorities in Nazi-Dominated Europe, Newcastle upon Tyne, Cambridge Scholars Publishing, 2010,  pp. 145–163.
- Alexander Korb, Integrated Warfare? The Germans and the Ustaša Massacres: Syrmia 1942, in Ben Shepherd (a cura di), War in a Twilight World: Partisan and Anti-Partisan Warfare in Eastern Europe, 1939–1945, Palgrave Macmillan, 2010, ISBN 978-0-230-29048-8.
- Gideon Greif, Jasenovac - Auschwitz of the Balkans, Knjiga komerc, 2018, ISBN 978-965-572-727-2.
- Vasilije Krestić, Through genocide to a greater Croatia, BIGZ, 1998.
- Vasilije Krestić, Dosije o genezi genocida nad Srbima u NDH, Prometej, 2009.
- Strahinja Kurdulija, Atlas of the Ustasha genocide of the Serbs 1941–1945, Foundation for truth of Serbs, 1993, ISBN 978-86-7941-002-3.
- Raphael Lemkin, Axis Rule in Occupied Europe, Clark, The Lawbook Exchange, 2008, ISBN 978-1-58477-901-8.
- Michele Frucht Levy, 'The Last Bullet for the Last Serb': The Ustaša Genocide against Serbs: 1941–1945, in David Crowe (a cura di), Crimes of State Past and Present: Government-Sponsored Atrocities and International Legal Responses, Routledge, 2011,  pp. 54–84.
- Barry M. Lituchy (a cura di), Jasenovac and the Holocaust in Yugoslavia: Analyses and Survivor Testimonies, New York, Jasenovac Research Institute, 2006.
- Robert B. McCormick, Croatia Under Ante Pavelić: America, the Ustaše and Croatian Genocide, London, New York, I.B. Tauris, 2014.
- Jovan Mirković, Злочини над Србима у Независној Држави Хрватској – фотомонографија, Belgrade, Svet knjige, 2014, ISBN 978-86-7396-465-2. URL consultato l'8 giugno 2015 (archiviato dall'url originale l'8 aprile 2016).
- Jeremija D. Mitrović, Највећи злочини садашњице: Патње и страдање српског народа у Независној држави Хрватској од 1941–1945, Дечје новине, 1991, ISBN 978-86-367-0486-8.
- Paul Mojzes, The Genocidal Twentieth Century in the Balkans, in Steven L. Jacobs (a cura di), Confronting Genocide: Judaism, Christianity, Islam, Lanham, Lexington Books, 2008,  pp. 151–182.
- Paul Mojzes, Balkan Genocides: Holocaust and Ethnic Cleansing in the 20th Century, Lanham, Rowman & Littlefield, 2011, ISBN 978-1-4422-0663-2.
- Viktor Novak, Magnum Crimen: Half a Century of Clericalism in Croatia, vol. 1, Jagodina, Gambit, 2011a, ISBN 978-86-7624-049-4.
- Viktor Novak, Magnum Crimen: Half a Century of Clericalism in Croatia, vol. 2, Jagodina, Gambit, 2011b, ISBN 978-86-7624-049-4.
- Edmond Paris, Genocide in Satellite Croatia, 1941–1945: A Record of Racial and Religious Persecutions and Massacres, Chicago, American Institute for Balkan Affairs, 1961.
- Edmond Paris, Convert— or die!: Catholic persecution in Yugoslavia during World War II, Chick Publications, 1988.
- Stevan K. Pavlowitch, Hitler's New Disorder: The Second World War in Yugoslavia, New York, Columbia University Press, 2008, ISBN 978-0-231-70050-4.
- Sabrina P. Ramet, The Three Yugoslavias: State-Building and Legitimation, 1918–2005, New York, Indiana University Press, 2006, ISBN 978-0-253-34656-8.
- Sabrina P. Ramet, Ola Listhaug (a cura di), Serbia and the Serbs in World War Two, Palgrave Macmillan UK, 2011, ISBN 978-0-230-34781-6.
- Sabrina Ramet, The Independent State of Croatia 1941-45, New York, Routledge, 2007, ISBN 978-0-415-44055-4.
- Sabrina Ramet, Democratic Transition in Croatia: Value Transformatoion, Education, and Media, Texas A&M University Press, 2007, ISBN 978-1-60344-452-1.
- Pål Kolstø, The Serbian-Croatian Controversy over Jasenovac, in Serbia and the Serbs in World War Two, 2011,  pp. 225–246.
- Michael Phayer, The Catholic Church and the Holocaust, 1930–1965, Bloomington and Indianapolis, Indiana University Press, 2000, ISBN 978-0-253-33725-2.
- Krisztián Ungváry, Vojvodina under Hungarian rule, 2011.
- Mirko Rapaić, Lička tragedija: hrvatski zločini genocida nad srpskim narodom 1941. do 1945, Srpska reč, 1999, ISBN 978-86-491-0034-3.
- (FR) Marco Aurelio Rivelli, Le génocide occulté: État Indépendant de Croatie 1941–1945, Lausanne, L'age d'Homme, 1998.
- Marco Aurelio Rivelli, L'arcivescovo del genocidio: Monsignor Stepinac, il Vaticano e la dittatura ustascia in Croazia, 1941–1945, Milano, Kaos, 1999.
- Marco Aurelio Rivelli, "Dio è con noi!": La Chiesa di Pio XII complice del nazifascismo, Milano, Kaos, 2002.
- Walter R. Roberts, Tito, Mihailović and the Allies 1941–1945, Rutgers University Press, 1973, ISBN 978-0-8135-0740-8.
- Carole Rogel, The Breakup of Yugoslavia and Its Aftermath, Greenwood Publishing Group, 2004, ISBN 0-313323-57-7.
- Jean W. Sedlar, The Axis Empire in Southeast Europe, 1939–1945, BookLocker.com, 2007, ISBN 978-1-60145-297-9.
- Sima Simić, Прекрштавање Срба за време Другог светског рата, Титоград, Графички завод, 1958.
- Filip Škiljan, Organizirana prisilna iseljavanja Srba iz NDH (PDF), Zagreb, Srpsko narodno vijeće, 2014, ISBN 978-953-7442-13-2. URL consultato il 13 March 2018 (archiviato dall'url originale il 13 marzo 2018).
- Savo Skoko, Pokolji hercegovačkih Srba '41., Belgrade, Stručna knjiga, 1991.
- Mihailo Stanišić, Slom, genocid, odmazda, Službeni list SRJ, 1999.
- Jozo Tomasevich, War and Revolution in Yugoslavia, 1941–1945: The Chetniks, Stanford, Stanford University Press, 1975, ISBN 978-0-8047-0857-9.
- Jozo Tomasevich, War and Revolution in Yugoslavia, 1941–1945: Occupation and Collaboration, Stanford, Stanford University Press, 2001, ISBN 978-0-8047-7924-1.
- Kurt Jonassohn e Karin Björnson, Genocide and Gross Human Rights Violations: In Comparative Perspective, Transaction Publishers, 1998, ISBN 978-1-4128-2445-3.
- Cathie Carmichael e Richard C. Maguire, The Routledge History of Genocide, The Routledge, 2015, ISBN 978-1-317-51484-8.
- Aristotle Kallis, Genocide and Fascism: The Eliminationist Drive in Fascist Europe, Routledge, 2008, ISBN 978-1-134-30034-1.
- Arnold Suppan, Hitler - Beneš - Tito: Konflikt, Krieg und Völkermord in Ostmittel- und Südosteuropa, Austrian Academy of Sciences, 2014.
- Irina Ognyanova, Nationalism and National Policy in Independent State of Croatia (1941–1945), in Dorothy Rogers, Wheeler Joshua, Marína Zavacká, Shawna Casebier (a cura di), Topics in Feminism, History and Philosophy, IWM Junior Visiting Fellows Conferences, Vol. 6, Vienna, Otto Harrassowitz Verlag, 2000.
- Donald Kenrick, The Final Chapter, University of Hertfordshire Press, 2006, ISBN 978-1-902806-49-5.
- Mary Kathryn Barbier, Spies, Lies, and Citizenship: The Hunt for Nazi Criminals, University of Nebraska Press, 2017, ISBN 978-1-61234-971-8.
- Donald Bloxham e Robert Gerwarth, Political Violence in Twentieth-Century Europe, Cambridge University Press, 2011, ISBN 978-1-139-50129-3.
- Raphael Israeli, The Death Camps of Croatia: Visions and Revisions, 1941-1945 Europe, Transaction Publishers, 2013, ISBN 978-1-4128-4975-3.
- Roy Palmer Domenico e Mark Hanley, Encyclopedia of Modern Christian Politics: L-Z, Greenwood Publishing Group, 2006, ISBN 978-0-313-33890-8.
- Lisa Marie Adeli, Resistance to the Persecution of Ethnic Minorities in Croatia and Bosnia During World War II, Greenwood Publishing Group Edwin Mellen Press, 2009, ISBN 978-0-7734-4745-5.
- Ben Shepherd, Terror in the Balkans, Harvard University Press, 2012.
- Anton Weiss-Wendt, Eradicating Differences: The Treatment of Minorities in Nazi-Dominated Europe, Cambridge Scholars Publishing, 2010, ISBN 978-1-4438-2449-1.
- Saadia Touval, Mediation in the Yugoslav Wars: The Critical Years, 1990-95, Springer, 2001, ISBN 978-0-230-28866-9.
- Balázs Trencsényi e Michal Kopecek, National Romanticism: The Formation of National Movements: Discourses of Collective Identity in Central and Southeast Europe 1770–1945, volume II, Budapest, Central European University Press, 2007, ISBN 978-615-5211-24-9.
- Rory Yeomans, "For us, beloved commander, you will never die!" Mourning Jure Francetić, Ustasha Death Squad Leader, in Rebecca Haynes, Martyn Rady (a cura di), In the Shadow of Hitler: Personalities of the Right in Central and Eastern Europe, London, I.B. Tauris, 2011, ISBN 978-1-84511-697-2.
- Rory Yeomans, Visions of Annihilation: The Ustasha Regime and the Cultural Politics of Fascism, 1941–1945, Pittsburgh, University of Pittsburgh Press, 2012, ISBN 978-0-8229-7793-3.
- Rory Yeomans, The Utopia of Terror: Life and Death in Wartime Croatia, Boydell & Brewer, 2015, ISBN 978-1-58046-545-8.
- Vladimir Žerjavić, Yugoslavia: Manipulations with the Number of Second World War Victims, Zagreb, Croatian Informatoion Centre, 1993, ISBN 0-919817-32-7. URL consultato il 30 June 2019 (archiviato dall'url originale il 3 marzo 2016).
- Predrag M. Vajagić, Istorijska analiza osnivanja i funkcionisanja Dunavske banovine u Kraljevini Jugoslaviji (PDF), Novi Sad, Filozofski fakultet Univerziteta u Novom Sadu, odsek za istoriju, 2013. URL consultato il 27 April 2020.
- Kurt Jonassohn, Genocide and Gross Human Rights Violations: In Comparative Perspective, Transaction Publishers, 1998, ISBN 978-1-4128-2445-3. URL consultato il 28 April 2020.
- Alex J. Bellamy, The Formation of Croatian National Identity: A Centuries-old Dream, Manchester University Press, 2003, ISBN 978-0-7190-6502-6.
- Robert Bideleux e Ian Jeffries, The Balkans: A Post-Communist History, Routledge, 2007, ISBN 978-1-134-58328-7.
- Cathie Carmichael, Ethnic Cleansing in the Balkans: Nationalism and the Destruction of Tradition, Routledge, 2012, ISBN 978-1-134-47953-5. URL consultato il 28 April 2020.
- Anton Weiss Wendt, Eradicating Differences: The Treatment of Minorities in Nazi-Dominated Europe, Cambridge Scholars Publishing, 2010, ISBN 978-1-4438-2449-1.
- Marko Attila Hoare, Genocide and Resistance in Hitler's Bosnia: The Partisans and the Chetniks 1941–1943, New York, Oxford University Press, 2006, ISBN 978-0-19-726380-8.
- Joanne Marie Greer e David O. Moberg, Research in the Social Scientific Study of Religion.v.10, Brill, 2001, ISBN 978-0-7623-0483-7.
- Wanda Schindley e Petar Makara, Jasenovac: proceedings of the First International Conference and Exhibit on the Jasenovac Concentration Camps, October 29-31, 1997, Kingsborough Community College of the City University of New York, Dallas Pub., 2005, ISBN 978-0-912011-64-6.
- Steven L. Jacobs, Confronting Genocide: Judaism, Christianity, Islam, Lexington Books, 2009, ISBN 978-0-7391-3589-1.
- Eric Stover, Victor Peskin e Alexa Koenig, Hiding in Plain Sight: The Pursuit of War Criminals from Nuremberg to the War on Terror, University of California Press, 2016, ISBN 978-0-520-27805-9.
- Joachim Bürgschwentner, Matthias Egger e Gunda Barth-Scalmani, Other Fronts, Other Wars?: First World War Studies on the Eve of the Centennial, Brill, 2014, ISBN 978-90-04-24365-1.
- Ana S. Trbovich, A Legal Geography of Yugoslavia's Disintegration, Oxford University Press, 2008, ISBN 978-0-19-971547-3.
- Dragan Cvetković, Bosna i Hercegovina: numeričko određenje ljudskih gubitaka u Drugom svetskom ratu, Belgrade, Музеj жртава геноцида, 2009, ISBN 978-86-86831-01-9.
- Nikola Barić, Historiae patriaeque cultor, Slavonski Brod, Hrvatski institut za povijest, 2019, ISBN 978-953-8102-23-3.
- Mitja Velikonja, Religious Separation and Political Intolerance in Bosnia-Herzegovina, Texas A&M University Press, 2003, ISBN 978-1-58544-226-3.
- Đuro Zatezalo, "Radio sam svoj seljački i kovački posao": svjedočanstva genocida, Zagreb, SKD Prosvijeta, 2005, ISBN 953-6627-79-5.
- Đuro Zatezalo, Kotar Gospić i Kotar Perušić u narodnooslobodilačkom ratu, 1941-1945, Karlovac, Historijski arhiv u Karlovcu, 1989, ISBN 978-86-80783-04-8.
- Hirad Abtahi e Gideon Boas, The Dynamics of International Criminal Justice: Essays in Honour of Sir Richard May, Leiden, BRILL, 2005, ISBN 978-90-474-1780-4.
- Slaven Ravlić, Tko je tko u NDH, a cura di Zdenko Dizdar, Marko Grčić, Slaven Ravlić, DarkoStuparić, Andrija Artuković, Zabreg, Minerva, 1997,  pp. 11–12, ISBN 978-953-6377-03-9.
- James Ciment e Kenneth Hill, Political Violence in Twentieth-Century Europe, Routledge, 2012, ISBN 978-1-136-59621-6.
- Tia Sindbaek, Usable History?: Representations of Yugoslavia's Difficult Past from 1945 to 2002, ISD LLC, 2012, ISBN 978-8-77124-107-5.
- Leslie Alan Horvitz e Christopher Catherwood, Encyclopedia of War Crimes and Genocide, Infobase Publishing, 2014, ISBN 978-1-4381-1029-5.
- Michael Parenti, To Kill a Nation: The Attack on Yugoslavia, Verso Books, 2002, ISBN 978-1-85984-366-6.
- Helen Walasek, Bosnia and the Destruction of Cultural Heritage, Routledge, 2016, ISBN 978-1-317-17299-4.

### Riviste
- Nenad Antonijević, Stradanje srpskog i crnogorskog civilnog stanovništva na Kosovu i Metohiji 1941. godine, in Dijalog Povjesničara-istoričara, vol. 8, 2003,  pp. 355–369.
- (HR) Nevenko Bartulin, Ideologija nacije i rase: ustaški režim i politika prema Srbima u Nezavisnoj Državi Hrvatskoj 1941–1945. (PDF), in Radovi, vol. 39, n. 1, October 2007,  pp. 209–241. URL consultato il 9 January 2015.
- Nevenko Bartulin, The Ideology of Nation and Race: The Croatian Ustasha Regime and its Policies toward the Serbs in the Independent State of Croatia 1941–1945, in Croatian Studies Review, vol. 5, 2008,  pp. 75–102.
- Mark Biondich, Religion and Nation in Wartime Croatia: Reflections on the Ustaša Policy of Forced Religious Conversions, 1941–1942, in The Slavonic and East European Review, vol. 83, n. 1, 2005,  pp. 71–116, DOI:10.1353/see.2005.0063, JSTOR 4214049.
- Mark Biondich, Controversies Surrounding the Catholic Church in Wartime Croatia, 1941–45, in Totalitarian Movements and Political Religions, vol. 7, n. 4, 2006,  pp. 429–457, DOI:10.1080/14690760600963222.
- Mark Biondich, Radical Catholicism and Fascism in Croatia, 1918–1945, in Totalitarian Movements and Political Religions, vol. 8, n. 2, 2007b,  pp. 383–399, DOI:10.1080/14690760701321346.
- Ljubo Boban, Kada je i kako nastala Država Slovenaca, Hrvata i Srba, in Journal of the Institute of Croatian History, vol. 26, n. 1, 1993,  pp. 187–198.
- Jovan Byford, When I say "The Holocaust," I mean "Jasenovac": Remembrance of the Holocaust in contemporary Serbia, in East European Jewish Affairs, vol. 37, n. 1, 2007,  pp. 51–74, DOI:10.1080/13501670701197946.
- Dragan Cvetković, Holokaust u Nezavisnoj Državi Hrvatskoj – numeričko određenje, in Istorija 20. Veka: Časopis Instituta za Savremenu Istoriju, vol. 29, n. 1, 2011,  pp. 163–182, DOI:10.29362/ist20veka.2011.1.cve.163-182.
- Paul N. Hehn, Serbia, Croatia and Germany 1941–1945: Civil War and Revolution in the Balkans, in Canadian Slavonic Papers, vol. 13, n. 4, 1971,  pp. 344–373, DOI:10.1080/00085006.1971.11091249.
- Shyamal Kataria, Serbian Ustashe Memory and Its Role in the Yugoslav Wars, 1991–1995, in Mediterranean Quarterly, vol. 26, n. 2, 2015,  pp. 115–127, DOI:10.1215/10474552-2914550.
- Vasilije Krestić, O genezi genocida nad Srbima u NDH, in Književne Novine, vol. 15, 1986.
- Michele Frucht Levy, "The Last Bullet for the Last Serb": The Ustaša Genocide against Serbs: 1941–1945, in Nationalities Papers, vol. 37, n. 6, 2009,  pp. 807–837, DOI:10.1080/00905990903239174.
- A. L. Lisac, Deportacije Srba iz Hrvatske 1941., in Historijski Zbornik, vol. 9, 1956,  pp. 125–145.
- Rob McCormick, The United States' Response to Genocide in the Independent State of Croatia, 1941–1945, in Genocide Studies and Prevention, vol. 3, n. 1, 2008,  pp. 75–98, DOI:10.1353/gsp.2011.0060.
- John Paul Newman, War Veterans, Fascism, and Para-Fascist Departures in the Kingdom of Yugoslavia, 1918–1941, in Fascism, vol. 6, 2017,  pp. 42–74, DOI:10.1163/22116257-00601003.
- John Paul Newman, Serbian and Habsburg Military institutional legacies in Yugoslavia after 1918 (PDF), in First World War Studies, vol. 5, n. 3, 2014,  pp. 319–335, DOI:10.1080/19475020.2014.1001519.
- Tamara Pavasović Trošt, Ruptures and continuities in nationhood narratives: reconstructing the nation through history textbooks in Serbia and Croatia, in Nations and Nationalism, vol. 24, n. 3, 2018,  pp. 716–740, DOI:10.1111/nana.12433.
- Tomislav Dulić, Mass killing in the Independent State of Croatia, 1941–1945: a case for comparative research, in Journal of Genocide Research, vol. 8, 2006,  pp. 255–281, DOI:10.1080/14623520600949981.
- D. Mirković, The historical link between the Ustasha genocide and the Croato-Serb civil war: 1991-1995, in Journal of Genocide Research, vol. 2, n. 3, 2000,  pp. 363–373, DOI:10.1080/713677614.
- F. Škiljan, Stradanje Srba u Jasenovcu u Drugom svjetskom ratu, in Pro Tempore: Ččasopis Studenata Povijesti, vol. 4, 2007,  pp. 40–46.
- F. Škiljan, Hate speech in Independent State of Croatia during WWII, in Ljetopis Srpskog Kulturnog Društva Prosvjeta, vol. 9, 2004,  pp. 243–.
- Filip Škiljan, Organizirano masovno prisilno iseljavanje srba iz Hrvatske 1941. Godine (PDF), in Stanovništvo=Population=Naselenie, vol. 50, n. 2, 2012,  pp. 1–34, DOI:10.2298/STNV1202001S, ISSN 0038-982X (WC · ACNP).
- Filip Škiljan, Stradanje Srba, Židova i Roma u virovitičkom i slatinskom kraju tijekom 1941. i početkom 1942. godine, in Scrinia Slavonica, vol. 10, Hrvatski institut za povijest - Podružnica za povijest Slavonije, Srijema i Baranje, 2010,  pp. 360–362.
- Aleksandar Stojanović, A Beleaguered Church: The Serbian Orthodox Church in the Independent State of Croatia (NDH) 1941–1945, in Balcanica, n. 48, 2017,  pp. 269–287, DOI:10.2298/BALC1748269S.
- Aleksandar Stojanović, A Croatian and Catholic State the Ustasha regime and religious communities in the Independent State of Croatia, in Balcanica, n. 54, 2023,  pp. 193–222, DOI:10.2298/BALC2354193S.
- Slavko Vukčević, Ratni zločini i genocid u Jugoslaviji od 1941. do 1945. godine, in Vojno Delo, vol. 47, n. 3, 1995,  pp. 192–200.
- Slobodan V. Vuković, Uloga Vatikana u razbijanju Jugoslavije, in Sociološki pregled, vol. 38, n. 3, 2004,  pp. 423–443, DOI:10.5937/socpreg0403423V.
- Rory Yeomans, Cults of Death and Fantasies of Annihilation: The Croatian Ustasha Movement in Power, 1941–45, in Central Europe, vol. 3, n. 2, 2005,  pp. 121–142, DOI:10.1179/147909605x69383.
- Marko Pavlović, Jugoslovenska kraljevina prva evropska regionalna država (PDF), in Časlav Ocić (a cura di), Zbornik Matice srpske za društvene nauke, vol. 141, Novi Sad, Matica srpska, 2012,  pp. 503–521, ISSN 0352-5732 (WC · ACNP). URL consultato il 27 April 2020.
- Jovan Byford, Remembering Jasenovac: Survivor Testimonies and the Cultural Dimension of Bearing Witness (PDF), in Holocaust and Genocide Studies, vol. 28, n. 1, 2014,  pp. 58–84, DOI:10.1093/hgs/dcu011.
- Stipe Odak e Andriana Benčić, Jasenovac — A Past That Does Not Pass: The Presence of Jasenovac in Croatian and Serbian Collective Memory of Conflict, in East European Politics and Societies and Cultures, vol. 30, n. 4, 2016,  pp. 805–829, DOI:10.1177/0888325416653657.
- Anida Sokol, War Monuments: Instruments of Nation-building in Bosnia and Herzegovina, in Croatian Political Science Review, vol. 51, n. 5, 2014,  pp. 105–126.
- Emily Greble Balić, When Croatia Needes Serbs: Nationalism and Genocide in Sarajevo, 1941-1942, in Slavic Review, vol. 68, n. 1, 2009,  pp. 116–138, DOI:10.2307/20453271, JSTOR 20453271.
- Mirjana Kasapović, Genocid u NDH: Umanjivanje, banaliziranje i poricanje zločina, in Politička Misao: Časopis za Politologiju, vol. 55, n. 1, 2018,  pp. 7–33, DOI:10.20901/pm.55.1.01.
- Charles King, Can There Be a Political Science of the Holocaust?, in Perspectives on Politics, vol. 10, n. 2, 2012,  pp. 323–341, DOI:10.1017/S1537592712000692.
- Stanley G. Payne, The NDH State in Comparative Perspective, in Totalitarian Movements and Political Religions, vol. 7, n. 4, 2006,  pp. 409–415, DOI:10.1080/14690760600963198.
- James Sadkovich, Forging Consensus: How Franjo Tuđman Became an Authoritarian Nationalist, in Review of Croatian History, vol. 6, n. 1, 2010,  pp. 7–35.
- Ljiljana Radonic Radonic, Croatia's Politics of the Past during the Tuđman Era (1990–1999)—Old Wine in New Bottles?, in Totalitarian Movements and Political Religions, vol. 44, 2013,  pp. 234–254, DOI:10.1017/S0067237813000143.

### Altro
- SANU, Genocid nad Srbima u II svetskom ratu, Muzej žrtava genocida i Srpska književna zadruga, 1995.
- Gutman, Israel (a cura di), Ustase, in Encyclopedia of the Holocaust, vol. 4, Macmillan, 1990.
- Goran Latinović, On Croatian history textbooks, su jadovno.com, Association of Descendants and Supporters of Victims of Complex of Death Camps NDH, Gospić-Jadovno-Pag 1941, 2006.
- Max Bergholz, None of us Dared Say Anything: Mass Killing in a Bosnian Community during World War Two and the Postwar Culture of Silence (PDF), su tspace.library.utoronto.ca, University of Toronto, 2012.
- Deutschland Military Tribunal, Trials of war criminals before the Nuernberg Military Tribunals under Control Council Law no. 10: Nuernberg Oct. 1946 – April 1949 Vol. 11 The High Command case. The Hostage case. Case 12. US v. von Leeb. Case 7. US v. List, Washington, D.C., United States Government Printing Office, 1950, OCLC 247746272.
- Nenad M. Antonijević, Ратни злочини на Косову и Метохији: 1941–1945. године., Универзитет у Београду, Филозофски факултет, 2016.
- Fiorella Perrone, The Horror in the Balkans. Civilian Victims in the Second World War in the Former Yugoslavia, L'Osservatorio, 2017.